# 水瀬いのり
水瀬 いのり（みなせ いのり、1995年12月2日 - ）は、日本の女性声優、歌手。東京都出身。アクセルワン所属。レコードレーベルはKING AMUSEMENT CREATIVE。公式ファンクラブはいのりまち。
代表作は『ご注文はうさぎですか？』（香風智乃〈チノ〉）、『心が叫びたがってるんだ。』（成瀬順）、『ダンジョンに出会いを求めるのは間違っているだろうか』 （ヘスティア）、『Re:ゼロから始める異世界生活』（レム）、『五等分の花嫁』（中野五月）など。

## 略歴
2010年、ソニー・ミュージックアーティスツ主催のオーディション第1回『アニストテレス』にてグランプリを受賞し、同年8月30日（26時間表記、24時間表記では8月31日）に『世紀末オカルト学院 Episode.09「雪のあかり」』にゲストキャラクター・岡本あかり役で出演し、声優としてデビューを果たした。
2013年には『恋愛ラボ』の棚橋鈴音役で自身初のレギュラーキャラクターを演じ、同年にNHKで放送された連続テレビ小説『あまちゃん』では、成田りな役で出演を果たした。『あまちゃん』においては、挿入歌の「暦の上ではディセンバー」も担当し、同年12月31日放送の第64回NHK紅白歌合戦で『あまちゃん』の企画コーナーに「GMTスペシャルユニット feat.アメ横女学園芸能コース」として出演し、ステージ上で同楽曲を披露した。
2015年12月2日、キングレコードよりシングル「夢のつぼみ」をリリースし、ソロ歌手としてデビューした。
2016年3月12日、第10回声優アワードで主演女優賞を受賞。同年5月25日にも『心が叫びたがってるんだ。』（成瀬順役）の演技で第25回日本映画批評家大賞アニメーション部門新人声優賞を受賞した。ニュータイプアニメアワード2016では女性声優賞を受賞し、『Re:ゼロから始める異世界生活』で水瀬が演じたレムも女性キャラクター賞を受賞した。
同年11月9日、3rdシングル「Starry Wish」を発売し、表題曲は初のアニメタイアップとしてテレビアニメ『ViVid Strike!』のエンディングテーマに起用された。同年12月31日、YouTube Official Channel が開設された。
2017年4月5日、1stアルバム『Innocent flower』をリリース。
同年8月31日、ソニー・ミュージックアーティスツとのマネジメント契約を終了し、同年9月1日よりアクセルワンに所属。
同年12月2日、東京国際フォーラムにて1stライブ『水瀬いのり1st LIVE Ready Steady Go!』を開催。また同日より公式ファンクラブ「いのりまち」が発足した。
2018年6月から7月にかけて1stライブツアー『Inori Minase LIVE TOUR 2018 BLUE COMPASS』が4都市で開催された。同年10月17日にリリースされたライブBlu-ray『Inori Minase LIVE TOUR BLUE COMPASS』が、オリコンミュージックDVD・BDランキングで初登場1位を獲得した。
2019年4月10日、3rdアルバム『Catch the Rainbow!』をリリース。表題曲である「Catch the Rainbow!」では、自身初となる作詞を手掛けた。
同年6月、2ndライブツアー『Inori Minase LIVE TOUR 2019 Catch the Rainbow!』が3都市で開催された。その中で自身初となった日本武道館公演は、2日間で計約18,000人を動員した。
2020年6月4日、3rdライブツアー Inori Minase LIVE TOUR 2020 We Are Nowは、新型コロナウイルス感染症拡大の影響により、5会場全てが公演中止と発表された。
同年6月13日、公式 Instagramを開設。
同年12月5日、横浜アリーナ（新型コロナウイルス感染症拡大の影響により無観客）で収録された Inori Minase 5th ANNIVERSARY LIVE Starry Wishes が配信ライブとして放映された。
2021年5月27日、水瀬いのりLINE公式アカウントが開設。同時に、LINEスタンプ配信が開始された。
同年9月18日、約2年ぶりとなる有観客ライブツアー「Inori Minase LIVE TOUR 2021 HELLO HORIZON」を大阪公演を皮切りに開催した。千秋楽公演となる翌10月17日には、自身初となる横浜アリーナで有観客ライブを開催した。
2023年5月1日、公式ファンクラブ「いのりまち」のライブ優先チケット販売が、これまでの紙チケット形式ではなく、2023年以降に開催されるライブ公演は電子チケット形式になる事がアナウンスされた。
同年9月17日、約4年3ヶ月ぶりの有観客声出し解禁ライブとなる「Inori Minase LIVE TOUR 2023 SCRAP ART」を兵庫公演を皮切りに開催した。千秋楽公演となる翌10月28日から10月29日には、自身初となるぴあアリーナMM 2daysライブを開催した。
2024年8月21日、初の「ハーフアルバム」となる『heart bookmark』をリリース。
同年9月15日、前年に続いてライブツアー「Inori Minase LIVE TOUR 2024 heart bookmark」を兵庫公演を皮切りに開催。本ツアーは彼女自身の単独ライブとしては初の開催となる広島・札幌を含む6都市7公演の日程が組まれた。11月2日と翌3日にはツアーファイナル公演として、自身初となるLaLa arena TOKYO-BAYで2daysライブを開催し、2日間で延べ19,000人を動員した。
2025年1月7日、水瀬いのりアーティスト活動10周年に向けた記念企画として、2024年末までのライブ全8タイトルの音源を、1月より毎月、各音楽配信サイトにてデジタルリリースすることがアナウンスされた。
2025年6月20日、アーティスト活動10周年に向け、水瀬いのり アーティスト10周年記念特設サイトの開設がアナウンスされた。

## 活動

### 声優
声優を志したきっかけは、子どものころからアニメに親しんでいた中で『美少女戦士セーラームーン』のセーラーヴィーナスや『名探偵コナン』の毛利蘭に憧れを抱いたこと、『涼宮ハルヒの憂鬱』や『らき☆すた』を観て自分もそうなりたいと思うようになったことを挙げている。小学1年生の時には、将来なりたいものに「声優」と書いていた。しかし、自分の好きなものが他人から否定されることに恐怖を感じており、当時は声優に憧れながらも志さなかった。
中学生ではアニメが好きな友人が複数できたが、それでも「声優になりたい」とは思っていなかった。その後、母が勧めて応募してくれたオーディションをきっかけに、声優としてデビューを果たした。
2010年にデビューして3年ほどは大役を演じる機会がなかったが、初めてレギュラー出演した作品である2013年の『恋愛ラボ』（棚橋鈴音役）で注目を集め、『ご注文はうさぎですか?』（2014年、チノ役）、『心が叫びたがってるんだ。』（2015年、成瀬順役）、『Re:ゼロから始める異世界生活』（2016年、レム役）などの演技で高い評価を得た。のちに水瀬は自身の声優活動において『恋愛ラボ』や『ご注文はうさぎですか？』が転機になったと述べている。テレビアニメ初主演作は『がっこうぐらし!』（2015年、丈槍由紀役）、アニメ映画初主演作は『心が叫びたがってるんだ。』（2015年、成瀬順役）。2016年には第10回声優アワードで主演女優賞受賞、『心が叫びたがってるんだ。』の演技で第25回日本映画批評家大賞アニメーション部門新人声優賞を受賞、ニュータイプアニメアワード2016では女性声優賞を受賞している。
自身の目標として、「『この人はこういう役も演じていたんだ！』と意外に思われるような役者」、「どのお芝居を聴いても常に新鮮な驚きを感じてもらえる役者」になることであると述べている。
アニメ作品以外での声優活動としては多数のゲーム作品に出演しているほかに、『スパイダーマン:ホームカミング』（2017年、ベティ役）などで吹き替えを行なっている。また、音声合成ソフト『CeVIO ソング＆トーク スターター さとうささら』に声の提供をしている。
声優として参加したイベントで主要なものとしては、主人公を演じた秩父市を舞台とした劇場アニメ『心が叫びたがってるんだ。』と埼玉西武ライオンズとのコラボ企画として、2015年9月14日に声優の茅野愛衣とともに西武プリンスドームでの始球式に参加した。同年12月12日には映画のヒットを記念して西武鉄道・西武秩父駅で一日駅長に就任し、同日にイベント「第14回 冬空キャンドルナイト IN 秩父神社 〜未来へのともしび〜」でトークショーを行った。また、2016年9月開催の『京都国際マンガ・アニメフェア・2016』では応援サポーターに就任した。自作イラスト「八つ橋まいこちゃん」が披露され、自身が発案・監修の聖護院八ツ橋総本店とのコラボレーションによる生菓子も発売された。

### 歌手
水瀬は子供のころから音楽活動をしている声優に憧れていて、声優を目指したときから歌を歌いたいという気持ちはあったと話している。CDデビュー以前にも様々なキャラクターソングにおいて水瀬の高い歌唱力が評価されていた。主人公を演じた劇場アニメ『心が叫びたがってるんだ。』はミュージカルを題材にした作品であり、劇中で水瀬の歌が披露されている。2015年12月4日に中野サンプラザで開催された『「ご注文はうさぎですか??」CHINO Birthday Party』では、水瀬が演じるチノのキャラクターソングアルバム『cup of chino』収録曲を中心としたライブが披露された。
2015年12月2日にはキングレコードから歌手デビュー。所属部署はキング・アミューズメント・クリエイティブ本部。3rdシングル「Starry Wish」以降は台湾でもCDが発売されている。また、3rdシングル表題曲「Starry Wish」は水瀬の初のアニメタイアップとしてテレビアニメ『ViVid Strike!』のエンディングテーマに起用された。2017年4月5日には1stアルバム『Innocent flower』をリリースした。
楽曲の制作において、水瀬は曲の選考にも参加して作詞や作曲への要望も伝えており、アルバムの制作においてはテーマ、タイトル、曲順についても水瀬の意見が反映されている。ハーモニーやコーラスも全て1人で収録している。3rdアルバム表題曲「Catch the Rainbow!」では初めて作詞を行なった。
2017年12月2日には東京国際フォーラム ホールAで1stライブ『水瀬いのり1st LIVE Ready Steady Go!』が開催され、2018年6月から7月には1stライブツアー『Inori Minase LIVE TOUR 2018 BLUE COMPASS』が4都市で開催された。そのほかに合同ライブには多数出演しており、『ANIMAX MUSIX 2018 Guangzhou』などでは海外での公演にも参加している。活動開始当初は「目の前にあることを乗り越えることに必死だった」、「完璧に歌わないといけないと不安だった」と話しているが、2016年3月に開催された『AJ Night 2016』にて「こんなにも身を預けるだけで楽しめるものになるんだなって、歌う幸せや心地よさを初めて感じられるようになった」ことが転機となり「幸せな気持ちで楽曲に向き合えるようになった」と話している。
2018年にはキリンレモンの90周年を記念したトリビュート企画に、アイドルグループの「BiSH」、ロックバンドの「フレデリック」に続く第3弾アーティストとして参加した。5月17日にキリンレモンのCMソング「キリンレモンのうた」をアレンジした、水瀬が歌う「まっすぐに、トウメイに。」のミュージック・ビデオが公開された。

### その他の活動
2013年にNHKの連続テレビ小説『あまちゃん』（成田りな役）に出演。本人によれば当時は「全然前向きになれず、最後まで楽しさを見つけられないまま本番が終わってしまった」が、「それからいろいろな人に声をかけていただいて、さらに紅白歌合戦にも出演をさせていただいて、遅れてすごい経験をさせてもらったんだなという実感がやってきて。今は本当にありがたいことだと思っています」と述べている。そのほかに実写作品としては自身がアニメ版で主人公を演じた『心が叫びたがってるんだ。』の実写版や、実写ドラマ『あの日見た花の名前を僕達はまだ知らない。』に出演している。
2014年には初の冠ラジオである『水瀬いのりのげ〜みゅ♪研究所!』（ラジオ大阪）が放送されていた。2016年からは文化放送で『水瀬いのり MELODY FLAG』が放送されており、2018年に第4回アニラジアワードで「BEST COMFORT RADIO 癒しラジオ賞」を受賞した。他にもテレビアニメのプロモーションなどでラジオ番組を数多く担当しており、中でもテレビアニメ『ご注文はうさぎですか?』のラジオ番組では2014年から2018年まで3シーズンに渡りパーソナリティを務めていた。

## 人物
自身の性格や特徴として、「感受性が強い」、「スロースターター」と述べている。特に音楽活動のレコーディングでは何度も歌うまで自分の気持ちが温まってこない、アニメのタイアップとして担当している作品だと登場人物の気持ちに感情移入してしまうと述べている。また、自分自身そのものをさらけ出すのが苦手とも述べている。その一方で、自身の性格について大雑把とも述べており、そのおかげでフラットな人付き合いができると話している。また、「『一人っ子』であるからか、両親からの愛をすごく一身に受けて育って、両親はいろんな活動をする私への後押しを最もしてくれる存在」であり、両親の温かい支えが自身の活動の最大の原動力と話している。
趣味は散歩、ショッピング。以前はアニメ、ゲーム、ボーカロイド、ディズニー、ニコニコ動画の鑑賞を挙げていた。ディズニーは子どものころから大好きで、東京ディズニーランドには年100回以上訪れたこともあり、「理想の男性はミッキーマウス」と述べるほどのミッキー愛好家である。特技として、カラオケでアニメソングの一人デュエット、テトリスを挙げている。子ども時代に『名探偵コナン』の毛利蘭の影響で空手を習ったこともある。中学生のときは『テニスの王子様』に憧れてテニス部と演劇部に入るも、いずれもすぐに退部したとのこと。プロ野球では阪神タイガースのファン。阪神を応援するようになった理由は子どもの頃に球団マスコットのトラッキーを好きになったことで、巨人ファンの父親に東京ドームへ野球観戦に連れて行ってもらったという。
憧れであり目標の人物として水樹奈々を挙げており、ファンクラブに入会してライブにも行っていた。また、自身が声優になるきっかけだったソニー・ミュージックアーティスツのオーディションでは、アニメ『WHITE ALBUM』で水樹が声優を務めていた緒方理奈のガラスの華を歌唱した。水樹とは『戦姫絶唱シンフォギア』で初共演を果たし、のちに水樹の所属するキングレコードからCDデビューした。2024年には、KING SUPER LIVEにてGlorious Breakを水樹と歌唱した。
声優業界では大西沙織、加隈亜衣、髙橋ミナミ、佐倉綾音などと親交がある。

## 出演
太字はメインキャラクター。

### テレビアニメ
2010年
- 世紀末オカルト学院（岡本あかり）

2011年
- うたの☆プリンスさまっ♪ マジLOVEシリーズ（2011年 - 2013年、来栖翔〈幼少時代〉、セシル〈子供時代〉 他） - 2シリーズ

2012年
- パパのいうことを聞きなさい!
- ぬっこ。（一条すみれ）

2013年
- 恋愛ラボ（棚橋鈴音）
- Super Seisyun Brothers -超青春姉弟s-（小原シヨ）

2014年
- ロボットガールズZ（グレちゃん〈グレートマジンガー〉）
- シュガー＊ソルジャー（如月麻琴）
- ノブナガ・ザ・フール（トク、チビハネ）
- ご注文はうさぎですか?（2014年 - 2020年、チノ） - 3シリーズ
- ブラック・ブレット（壬生朝霞）
- エスカ&ロジーのアトリエ 〜黄昏の空の錬金術士〜（少女メーリエ）
- アルドノア・ゼロ（2014年 - 2015年、エデルリッゾ） - 2シリーズ / 2025年に総集編『アルドノア・ゼロ（Re+）』劇場上映
- 普通の女子校生が【ろこどる】やってみた。（名都借みらい）
- 天体のメソッド（ノエル）
- 四月は君の嘘（2014年 - 2015年、メグ、瀬戸小春）

2015年
- みりたり!（シャチーロフ軍曹）
- うわばきクック（蝶々）
- ダンジョンに出会いを求めるのは間違っているだろうか（2015年 - 2025年、ヘスティア） - 6シリーズ
- 実は私は（藍澤渚）
- がっこうぐらし!（丈槍由紀）
- 戦姫絶唱シンフォギアGX（2015年 - 2019年、キャロル・マールス・ディーンハイム、研究員B、女子高生3人組、女性） - 3シリーズ
- カードファイト!! ヴァンガードG（観客B、ファイターA）
- 緋弾のアリアAA（間宮ののか）
- コメット・ルシファー（モ・リティカ・ツェツェス・ウラ）
- うたわれるもの 偽りの仮面（2015年 - 2016年、ネコネ）

2016年
- ラクエンロジック（明日葉学）
- 赤髪の白雪姫（ロナ・シェナザード）
- ディバインゲート（シェイクスピア）
- ヘヴィーオブジェクト（オリヒメ）
- ラグナストライクエンジェルズ（美姫もか）
- ネトゲの嫁は女の子じゃないと思った?（シュヴァイン / 瀬川茜）
- Re:ゼロから始める異世界生活（2016年 - 2024年、レム） - 4シリーズ / 2020年に第1期新編集版が放送
- ねじ巻き精霊戦記 天鏡のアルデラミン（シャミーユ・キトラ・カトヴァンマニニク、ナレーション）
- ダンガンロンパ3 -The End of 希望ヶ峰学園-（安藤流流歌） - 2シリーズ
- ReLIFE（バレー部部員B）
- ラブライブ!サンシャイン!!（生徒）
- ViVid Strike!（フーカ・レヴェントン）
- 信長の忍び（2016年 - 2018年、千鳥） - 3シリーズ
- 魔法少女育成計画（スイムスイム）
- デジモンユニバース アプリモンスターズ（2016年 - 2017年、真白アリス、桂はじめ、スリープモン）
- クラシカロイド（ジョリー）

2017年
- 政宗くんのリベンジ（2017年 - 2023年、小岩井吉乃） - 2シリーズ
- ガヴリールドロップアウト（タプリス / 千咲＝タプリス＝シュガーベル）
- CHAOS;CHILD（山添うき）
- Re:CREATORS（メテオラ・エスターライヒ）
- ソード・オラトリア ダンジョンに出会いを求めるのは間違っているだろうか外伝（ヘスティア）
- サクラクエスト（澤野萌）
- まけるな!!あくのぐんだん!（第6話ナレーション）
- 終末なにしてますか? 忙しいですか? 救ってもらっていいですか?（ノフト・ケー・デスペラティオ）
- キラキラ☆プリキュアアラモード（2017年 - 2018年、キラ星シエル / キラリン / キュアパルフェ）
- 徒然チルドレン（高野千鶴）
- ひなろじ〜from Luck & Logic〜（明日葉学）
- 18if（ネネ）
- 少女終末旅行（チト）
- アニメガタリズ（阿佐ヶ谷麻耶）
- キノの旅 -the Beautiful World- the Animated Series（フォト）
- 干物妹!うまるちゃんR（金剛ヒカリ）

2018年
- 宇宙よりも遠い場所（玉木マリ）
- 刀使ノ巫女（燕結芽）
- バジリスク 〜桜花忍法帖〜（伊賀響）
- ポプテピピック（月野しずく）
- スロウスタート（高橋菜々恵）
- ルパン三世 PART5（アミ・エナン）
- 多田くんは恋をしない（多田ゆい）
- クレヨンしんちゃん（キャラ・ベンドリッヒ・のり平）
- イナズマイレブン アレスの天秤（白兎屋なえ） - 2シリーズ
- ぐらんぶる（ミックスボイスB）
- One Room セカンドシーズン（天月真白）
- キラキラハッピー★ ひらけ!ここたま（2018年 - 2019年、リボン）
- かくりよの宿飯（海坊主）
- 青春ブタ野郎シリーズ（2018年 - 2025年、牧之原翔子） - 2シリーズ
- メルクストーリア -無気力少年と瓶の中の少女-（メルク）
- HUGっと!プリキュア（キラ星シエル / キュアパルフェ）
- 叛逆性ミリオンアーサー（2018年 - 2019年、錬金アーサー） - 2シリーズ
- マヌ〜ルのゆうべ（2018年 - 、ツノミン）
- 聖闘士星矢 セインティア翔（2018年 - 2019年、城戸沙織）
- ロード・エルメロイII世の事件簿 -魔眼蒐集列車 Grace note-（2018年 - 2021年、ライネス・エルメロイ・アーチゾルテ） - 1シリーズ + 特別編2作品

2019年
- W'z《ウィズ》（センリ / 豊島千里）
- 五等分の花嫁（2019年 - 2024年、中野五月） - 4シリーズ
- えんどろ〜!（メイ〈メイザ・エンダスト〉）
- みにとじ（燕結芽）
- 異世界かるてっと（2019年 - 2020年、レム） - 2シリーズ
- 彼方のアストラ（アリエス・スプリング）
- Z/X Code reunion（天ノ川衣奈）
- それいけ!アンパンマン（2019年 - 2024年、くものモクちゃん、色えんぴつマン(黄色)、黄色ピーマン〈3代目〉）
- ノー・ガンズ・ライフ（2019年 - 2020年、ペッパー） - 2シリーズ

2020年
- ソマリと森の神様（ソマリ）
- まるまるマヌル（スコフくん、マルくん、モモちゃん）
- ちはやふる3（田丸翠）
- 困ったじいさん（ばあさん）
- 乙女ゲームの破滅フラグしかない悪役令嬢に転生してしまった…（2020年 - 2021年、ソフィア・アスカルト、あっちゃん） - 2シリーズ
- おじゃる丸（2020年 - 2024年、テレ子、モモ）
- アサルトリリィ BOUQUET（真島百由）
- 魔王城でおやすみ（スヤリス姫、でびあくま）
- ぐらぶるっ!（ディアンサ）
- くまクマ熊ベアー（2020年 - 2023年、シア・フォシュローゼ） - 2シリーズ

2021年
- 半妖の夜叉姫（玉乃）
- 幼なじみが絶対に負けないラブコメ（志田黒羽、仁奈）
- 現実主義勇者の王国再建記（2021年 - 2022年、リーシア・エルフリーデン） - 2シリーズ
- 死神坊ちゃんと黒メイド（2021年 - 2024年、ヴィオラ、黒猫） - 3シリーズ
- ヴァニタスの手記（2021年 - 2022年、ジャンヌ） - 2シリーズ
- ドラえもん（テレビ朝日版第2期）（2021年 - 2022年、ドラヤキ星人司令官、ドラポ）
- 鬼滅の刃 無限列車編（ふく）
- ビルディバイド（2021年 - 2022年、ブルーム） - 2シリーズ
- takt op.Destiny（天国）
- 逆転世界ノ電池少女（田中ナスターシャ）

2022年
- プリンセスコネクト!Re:Dive Season 2（カスミ、キーリ）
- 平家物語（静御前）
- 阿波連さんははかれない（2022年 - 2025年、阿波連れいな、阿波連あい） - 2シリーズ
- 群青のファンファーレ（霜月えり）
- ヒロインたるもの!〜嫌われヒロインと内緒のお仕事〜（涼海ひより）
- おしりたんてい（ギョンギョン）
- うたわれるもの 二人の白皇（ネコネ）
- BORUTO-ボルト- NARUTO NEXT GENERATIONS（雪割カエ）
- メイドインアビス 烈日の黄金郷（プルシュカ）
- 陰の実力者になりたくて!（2022年 - 2023年、ベータ / ナツメ） - 2シリーズ
- 名探偵コナン 犯人の犯沢さん（ポメ太郎、女性客）
- クールドジ男子（2022年 - 2023年、りりか）
- シャドウバースF（2022年 - 2024年、ヒナ・シンクレア）

2023年
- 僕とロボコ（蚊トンボ膝ロボコ）
- スパイ教室（エルナ） - 2シリーズ
- The Legend of Heroes 閃の軌跡 Northern War（アルティナ・オライオン）
- 山田くんとLv999の恋をする（木之下茜）
- デッドマウント・デスプレイ（崎宮ミサキ） - 2シリーズ
- ラグナクリムゾン（レオニカ）
- 僕らの雨いろプロトコル（稲月望）

2024年
- 佐々木とピーちゃん（マジカルピンク）
- 転生したらスライムだった件（マリアベル）
- うる星やつら (2022)（カルラ）
- 異世界失格（シャルロット）
- アクロトリップ（ベリーブロッサム / 乃苺佳寿）

2025年
- FARMAGIA（チーカ）
- TO BE HERO X（シアン / ラッキーシアン）
- 公女殿下の家庭教師（ステラ・ハワード）

### 劇場アニメ
2015年
- あなたをずっとあいしてる（メソメソ）
- アニメガタリ（マヤ）
- 心が叫びたがってるんだ。（成瀬順）

2016年
- モンスターストライク THE MOVIE はじまりの場所へ（エポカ）

2017年
- 映画 キラキラ☆プリキュアアラモード パリッと!想い出のミルフィーユ!（キラ星シエル / キラリン / キュアパルフェ）

2018年
- 映画 プリキュアスーパースターズ!（キラ星シエル / キュアパルフェ）
- 映画しまじろう まほうのしまのだいぼうけん（アウラ ）
- 劇場版ポケットモンスター みんなの物語（リリィ）
- フリクリ プログレ（雲雀弄ヒドミ）
- 映画 HUGっと!プリキュア♡ふたりはプリキュア オールスターズメモリーズ（キラ星シエル / キュアパルフェ）

2019年
- 劇場版総集編メイドインアビス【後編】放浪する黄昏（プルシュカ）
- あした世界が終わるとしても（リコ）
- 劇場版 ダンジョンに出会いを求めるのは間違っているだろうか -オリオンの矢-（ヘスティア）
- 映画 プリキュアミラクルユニバース（キラ星シエル / キュアパルフェ）
- 劇場版 誰ガ為のアルケミスト（永坂カスミ）
- 青春ブタ野郎はゆめみる少女の夢を見ない（牧之原翔子）

2020年
- メイドインアビス 深き魂の黎明（プルシュカ）

2021年
- Tokyo 7th シスターズ -僕らは青空になる-（六咲コニー / 七咲ニコル）
- シドニアの騎士 あいつむぐほし（端根色葉）
- 劇場版 ソードアート・オンライン -プログレッシブ-（2021年 - 2022年、ミト） - 2作品

2022年
- 映画 五等分の花嫁（中野五月）
- 劇場版 異世界かるてっと 〜あなざーわーるど〜（レム）
- 劇場版 からかい上手の高木さん（ハナ）
- 雨を告げる漂流団地（羽馬令依菜）
- ぼくらのよあけ（河合花香）

2023年
- 映画ドラえもん のび太と空の理想郷（ハンナ）
- 劇場版 シルバニアファミリー フレアからのおくりもの（ライラ・ペルシアン）
- 青春ブタ野郎はランドセルガールの夢を見ない（牧之原翔子）
- 劇場版 乙女ゲームの破滅フラグしかない悪役令嬢に転生してしまった…（ソフィア・アスカルト、あっちゃん）

2024年
- ふれる。（学生）
- 劇場版 イナズマイレブン 新たなる英雄たちの序章（2024年、赤袖茉莉）

2025年
- たべっ子どうぶつ THE MOVIE（ねこちゃん）

### OVA
2010年代
- 翠星のガルガンティア 〜めぐる航路、遥か〜（2014年、リーマ） - 劇場先行上映
- 普通の女子校生が【ろこどる】やってみた。（2015年、名都借みらい）
- Charlotte 特別編（2016年、関口伊緒里）
- ダンジョンに出会いを求めるのは間違っているだろうか（2016年 - 2021年、ヘスティア） - 3シリーズ
- ViVid Strike!（2017年、フーカ・レヴェントン）
- CHAOS;CHILD SILENT SKY（2017年、山添うき）
- ご注文はうさぎですか??シリーズ（2017年 - 2019年、チノ） - 2作品
- 政宗くんのリベンジ（2018年、小岩井吉乃） - コミックス第10巻OAD付き特装版
- Re:ゼロから始める異世界生活シリーズ（2018年 - 2019年、レム） - 2作品

2020年代
- 乙女ゲームの破滅フラグしかない悪役令嬢に転生してしまった…X（2021年、ソフィア・アスカルト） - コミックス第7巻特装版
- アルドノア・ゼロ EP24.5:雨の断章 -The Penultimate Truth-（2025年、エデルリッゾ）

### Webアニメ
2010年代
- ロボットガールズZ プラス（2015年、グレちゃん〈グレートマジンガー〉）
- イナズマイレブン アウターコード（2016年、白兎屋なえ）
- さくらインターネット 新生（2017年、濱田沙織）
- モノのかみさま ここたま（2019年、リボン）
- ガンダムビルドダイバーズRe:RISE（2019年 - 2020年、イヴ、イルハーヴ） - 2シリーズ
- 天体のメソッド（2019年、ノエル）

2020年代
- ノー・ガンズ・ライフ ミニ（2020年、ペッパー）
- ユメノツボミ（2021年、ツボミ）
- 阿波連さんははかれない ミニ（2022年、阿波連れいな）
- ヒロインたるもの!〜嫌われヒロインと内緒のお仕事〜 ミニ劇場（2022年、涼海ひより）
- かげじつ！（2022年 - 2023年、ベータ）
- べあべあべあくまーぱーんち!!（2023年、シア・フォシュローゼ）
- 僕らの雨いろプロトコル ミニアニメ（2023年、稲月望）
- グッド・ナイト・ワールド（2023年、有間綾）
- やらなきゃ! ヘイリー（2024年、ヘイリー）
- TVアニメ「僕の心のヤバイやつ」×「Re:ゼロから始める異世界生活」ミニドラマ（2024年、レム）
- ミニアニメ『Re:ゼロから始める休憩時間(ブレイクタイム)』3rd season（2024年、レム）

### ゲーム
2012年
- シェルノサージュ〜失われた星へ捧ぐ詩〜（キャスティ・リアノイト）

2013年
- XBLAZE CODE:EMBRYO（天ノ矛坂冥）
- BLAZBLUE CHRONOPHANTASMA（天ノ矛坂焔）

2014年
- アルノサージュ〜生まれいずる星へ祈る詩〜（キャスティ・リアノイト）
- オメガクインテット（ネネ）
- CHAOS;CHILD（山添うき）
- 82Hブロッサム（前田春菜）
- Tokyo 7th シスターズ（六咲コニー / 七咲ニコル、天神ネロ）
- ドーリィ♪カノン ドキドキ♪トキメキ♪ ヒミツの音楽活動スタートでぇ〜す!!（宍戸心音）
- ロボットガールズZ ONLINE（2014年 - 2019年、グレちゃん〈グレートマジンガー〉、キャスティ、グレさん）

2015年
- アンジュ・ヴィエルジュ 〜第2風紀委員 ガールズバトル〜（クルキアータ）
- うたわれるもの 偽りの仮面（ネコネ）
- XBLAZE LOST:MEMORIES（天ノ矛坂冥）
- ウチの姫さまがいちばんカワイイ（2015年 - 2020年、カンナ、ヘスティア、チノ、レム、中野五月）
- 家電少女（ひびき）
- クイズRPG 魔法使いと黒猫のウィズ（クラリア・シャルルリエ）
- 幻影異聞録♯FE（織部つばさ）
- シューティングガール（M16A1）
- 神撃のバハムート（ティル）
- 新次元ゲイム ネプテューヌVII（ミリオンアーサーちゃん）
- スクールファンファーレ（吹石花苗）
- ニトロプラス ブラスターズ -ヒロインズ インフィニット デュエル-（丈槍由紀）
- プリンセスコネクト!（霧原かすみ）
- ヘルプ!!!〜恋ヶ丘学園おたすけ部〜（茶々丸めう）
- ポップアップストーリー 魔法の本と聖樹の学園（ミスティ・シェイク）
- ミラクルガールズフェスティバル（チノ）
- 嫁コレ（チノ、ネコネ）
- ロイヤルフラッシュヒーローズ（シャーロット、クインシー・レニッツ、エルシア）
- LORD of VERMILION ARENA（カトリーヌ＝ケイロン）

2016年
- アンジュ・ヴィエルジュ〜ガールズバトル〜 （レモン・マッドベア）
- うたわれるもの 二人の白皇（ネコネ）
- オルタンシア・サーガ -蒼の騎士団-（コルン）
- 幻獣契約クリプトラクト（ヤオヨロズ）
- カードファイト!! ヴァンガードG ストライド トゥ ビクトリー!!（天音アリス）
- グランブルーファンタジー（2016年 - 2025年、ディアンサ、バドラ、イロハ）
- グリモア〜私立グリモワール魔法学園〜（丈槍由紀）
- ご注文はうさぎですか?? Wonderful party!（チノ）
- 白猫プロジェクト（2016年 - 2022年、ノア・メル、レム）
- 真空管ドールズ（アリシア）
- 蒼空のリベラシオン（ノエル）
- チェインクロニクル〜絆の新大陸〜（ネコネ、ベレ、ヘスティア）
- ねじ巻き精霊戦記 天鏡のアルデラミン ROAD OF ROYAL KNIGHTS（シャミーユ・キトラ・カトヴァンマニニク）
- ビーナスイレブンびびっど！（2016年 - 2019年、ユーリカ、中野五月）
- ピリオドゼロ（佐々木友香）
- ブレイブリークロニクル（ミリネ）
- 編隊少女 -フォーメーションガールズ-（吹雪舞弥）
- 放課後ガールズトライブ (チェリー・ブラックウェル）
- マギアコネクト（オルトロイア）
- メタル戦記（ケイト、アンジー）
- モンスターストライク （2016年 - 2025年、エポカ、レム、ネオ、ベータ、中野五月）
- ラグナストライクエンジェルズ（美姫もか）
- レムリア 〜Strada Of Chain〜（イオリ）

2017年
- 逆転オセロニア（ノイレ）
- 白猫テニス（2017年 - 2020年、ノア、中野五月、レム）
- 戦場のツインテール（コンデリーナー）
- キャットバスターズ（ネコ博士）
- ららマジ（結城菜々美）
- ガールフレンド（仮）（2017年 - 2021年、チノ、中野五月）
- GROOVE COASTER 3EX DREAM PARTY（佐々木友香）
- CHAOS;CHILD らぶchu☆chu!!（山添うき）
- Re:ゼロから始める異世界生活 -DEATH OR KISS-（レム）
- Black Rose Suspects （ソフィー・ベルツ）
- ダンジョントラベラーズ2-2 闇堕ちの乙女とはじまりの書（ネコネ）
- ウィッチ・アームス（兵頭彩芽）
- ダンジョンに出会いを求めるのは間違っているだろうか 〜メモリア・フレーゼ〜（2017年 - 、ヘスティア、アエデス・ウェスタチルリル）
- ゴシックは魔法乙女〜さっさと契約しなさい!〜（ノフト・ケー・デスペラティオ）
- 戦姫絶唱シンフォギアXD UNLIMITED（キャロル・マールス・ディーンハイム）
- ミトラスフィア（スノーリア）
- プリキュア つながるぱずるん（キラ星シエル / キュアパルフェ）
- ロストキングダム（魔導士セシル）
- 無人戦争2099（篠里柚月）
- 英雄伝説 閃の軌跡III（アルティナ・オライオン）
- ゼノブレイド2（カサネ）
- きららファンタジア（2017年 - 2021年、丈槍由紀、チノ）
- League of AngelsII（イゾルデ）

2018年
- モン娘☆は〜れむ（グレちゃん、ティアラ）
- Wonderland Wars（ジュゼ）
- プリンセスコネクト！Re:Dive（2018年 - 2024年、カスミ / 霧原かすみ、レム）
- 刀使ノ巫女 刻みし一閃の燈火（燕結芽）
- ドールズオーダー（ユーウェイン）
- 陰陽師（薫）
- クリスタル オブ リユニオン（静御前）
- 超回転 寿司ストライカー The Way of Sushido（ユーリア）
- 叛逆性ミリオンアーサー（錬金アーサー）
- ダンまつま！（ベヒーモス サーラ、レッドキャップ レナ、鵺 メル）
- Revolve Act-S-（綾辻ヒマリ）
- 青空アンダーガールズ！Re:vengerS（土方アリス）
- キュイディメ（小籠包）
- ブラウンダスト（レピテア）
- うたわれるもの斬（2018年 - 2021年、ネコネ） - 2作品
- 英雄伝説 閃の軌跡 IV -THE END OF SAGA-（アルティナ・オライオン）
- アークザラッド R（ノル）
- 交響性ミリオンアーサー（ガレス）
- アサシン クリード オデッセイ（ポイベー）
- ゲシュタルト・オーディン（糸羽ユイ、錬金アーサー）
- ましろウィッチ（糾えるキツネ）
- 大航海ユートピア（フローラ）
- 恒星少女（レグルス）

2019年
- 機動戦隊アイアンサーガ（2019年 - 2020年、小林真希、ナメリア、薫）
- Shadowverse（紫紺の抵抗者・エンネア、魅惑の一撃、舞い踊る刃・ディオネ、世界の扉・ティル、つかの間の幸福、耽溺の咎人・セフィー、レム）
- ラストイデア（マチルダ）
- トリカゴ スクラップマーチ（ユウユ）
- Fate/Grand Order（2019年 - 2021年、司馬懿〔ライネス〕） - 2作品
- リンクスリングス（ルル）
- D.C.4 〜ダ・カーポ4〜（鳳城詩名）
- 戦国BASARA バトルパーティー（出雲阿国）
- ガールズ X バトル2（曹洪、王元姫、龐統、チューリング、ヤコブ）
- ファンタジーライフオンライン（レルナ）
- VARIOUS DAYLIFE（ファナ・トリプト）
- ドラゴンクエストXI 過ぎ去りし時を求めて S（マヤ / 鉄鬼軍王キラゴルド）
- アークオーダー（トール / 狛犬）
- PUBG MOBILE（2019年 - 2020年、ボイスカード 水瀬いのりA・B）
- RELEASE THE SPYCE secret fragrance（敷島来夢）
- 英語とクイズのココロセカイ（中野五月）
- ドラゴンクエストライバルズ（マヤ）
- ダンジョンに出会いを求めるのは間違っているだろうか インフィニト・コンバーテ（ヘスティア）
- OVERHIT（2019年 - 2020年、レム、ヘスティア）
- ドラガリアロスト（2019年 - 2021年、ラキシ、ティアナ）
- 食用系少女（ルル)
- ファイナルファンタジー ブレイブエクスヴィアス（魔人フィーナ）

2020年
- ブレイドストーリー（中野五月）
- 幻影異聞録♯FE Encore（織部つばさ）
- ファイアーエムブレム ヒーローズ（つばさ、ジル）
- ART CODE SUMMONER（フィンセント・ファン・ゴッホ）
- グラフィティスマッシュ（レム、ヘスティア）
- ローリングスフィア（アクベンス）
- ファントム オブ キル（ヘスティア）
- クラッシュフィーバー（2020年 - 2024年、レム、ミライ）
- エースヴァージン：再出撃（B-50、A6M 零戦、紫電改）
- ステラアルカナ（フィン）
- アナザーエデン 時空を超える猫（2020年 - 2023年、チルリルニコラ）
- 共闘ことばRPG コトダマン（2020年 - 2025年、カレン、ディアナイト、カリギュ乱、グン魏エン、スクミスラ、レム、ヘスティア、中野五月、いえ久びさ、ネオ、ンーホンゾ）
- 三国志ブラスト-少年ヒーローズ（小喬）
- 社長、バトルの時間です!（レム）
- 凍京NECRO SUICIDE MISSION（丈槍由紀）
- ロストディケイド（ロザリンド）
- 茜さすセカイでキミと詠う（卑弥呼）
- エコーズオブパンドラ（ティーガーII）
- De:Lithe（ヘスティア）
- グランドサマナーズ（2021年 - 2024年、クロエ、レム、ベータ）
- ワンダーランド ウォーズ（コッペリア）
- ブレイドエクスロード（レム）
- エレメンタルストーリー（中野五月）
- エピックセブン（2020年 - 2022年、リリベット、デザイナー リリベット、レム）
- ポコロンダンジョンズ（ヘスティア）
- アイ・アム・マジカミ（2020年 - 2021年、中野五月、ヘスティア）
- 英雄伝説 創の軌跡（アルティナ・オライオン）
- Re:ゼロから始める異世界生活 Lost in Memories（レム）
- 誰ガ為のアルケミスト（レム）
- ファイナルギア -重装戦姫-（2020年 - 2021年、ヴァイオレット、華蘭）
- ラストクラウディア（レム）
- WACCA（ヘスティア）
- 五等分の花嫁 五つ子ちゃんはパズルを五等分できない。（中野五月）
- この素晴らしい世界に祝福を!ファンタスティックデイズ（レム）
- ユニゾンリーグ（チノ、中野五月）
- シャドウバース チャンピオンズバトル（主人公〈女の子〉）
- ディシディア ファイナルファンタジー オペラオムニア（イロハ）
- HoneyWorks Premium Live（涼海ひより）
- エデンの扉（佐藤薫）
- OCTOPATH TRAVELER 大陸の覇者（2020年 - 2021年、ニコラ、チェルナ）
- ドカポンUP! 夢幻のルーレット（ネコネ）
- 偽りのアリス（アルター・アリス）

2021年
- ワールドフリッパー（レム）
- アサルトリリィ Last Bullet（真島百由、キャロル・マールス・ディーンハイム）
- うみねこのなく頃に咲 〜猫箱と夢想の交響曲〜（シエスタ556）
- ラクガキ キングダム（リコルネ）
- Re:ゼロから始める異世界生活 偽りの王選候補（レム）
- テイルズ オブ ザ レイズ（ヘスティア）
- 三国志大戦 決戦の空 虹扇の風（甄氏、【華装】丁氏）
- BLAZBLUE ALTERNATIVE DARKWAR（天ノ矛坂冥）
- 魔界戦記ディスガイアRPG（レム）
- D.C.4 Fortunate Departures 〜ダ・カーポ4〜 フォーチュネイトデパーチャーズ（鳳城詩名）
- マギアレコード 魔法少女まどか☆マギカ外伝（三輪みつね）
- 五等分の花嫁∬ 〜夏の思い出も五等分〜（中野五月）
- 七つの大罪 〜光と闇の交戦〜（レム）
- 天空のアムネジア（宮本武蔵）
- ひめがみ神楽（月読）
- 城とドラゴン（2021年 - 2025年、レム）
- 戦国RENKAズーム!（白娘子）
- ソード&ブレイド（教主にゃん）
- ブラック・サージナイト（アマゾン、ブリュッヒャー）
- ルーンファクトリー5（プリシラ）
- Caligula2（#QP）
- ラグナロクオリジン（庭師）
- アークナイツ（アルケット）
- 少女廻戦 時空恋姫の万華境界へ（小元、賈詡、荀攸UR）
- Re:ゼロから始める異世界生活 禁書と謎の精霊（レム）
- 終末のアーカーシャ（チンロウ）
- 異世界かるてっと 〜激突! ぱずるすくーる〜（レム）
- ぷよぷよ!!クエスト（レム）
- ラグナドール 妖しき皇帝と終焉の夜叉姫（ぬりかべ）
- 彼女、お借りします ヒロインオールスターズ（中野五月）
- テトテ×コネクト（ドロシィ）

2022年
- 乙女ゲームの破滅フラグしかない悪役令嬢に転生してしまった… 〜波乱を呼ぶ海賊〜（ソフィア・アスカルト）
- シン・クロニクル（リリィア）
- 桜降る代に決闘を（ホノカ、ウツロ）
- パニシング：グレイレイヴン（21号・XXI）
- 八月のシンデレラナイン（真白玲）
- プリコネ！グランドマスターズ（カスミ）
- WAR OF THE VISIONS ファイナルファンタジー ブレイブエクスヴィアス 幻影戦争（魔人フィーナ）
- 映画 五等分の花嫁 〜君と過ごした五つの思い出〜（中野五月）
- エターナルツリー（2022年 - 2023年、ミラ、イサベラ、学術的争論）
- うたわれるもの ロストフラグ（ケトシィ）
- CARAVAN STORIES（ヘスティア）
- Tower of Fantasy（幻塔）（ハンナ）
- タワーガーディアン情報管理局｜クァンタムマキ（ベアトリーチェ、イーニッド）
- ディオフィールド クロニクル（ワルターキン・レディッチ）
- Re:ゼロから始める異世界生活 INFINITY（レム）
- メメントモリ（アイリス）
- スターオーシャン6 THE DIVINE FORCE（レティシア・オーシディアス）
- ドラえもん のび太の牧場物語 大自然の王国とみんなの家（ルアナ、ネコ）
- 勝利の女神:NIKKE（2022年 - 2024年、ソリン、レム）
- シノビマスター 閃乱カグラ NEW LINK（ヘスティア）
- ブラック★ロックシューター FRAGMENT（コンスタンス）
- ドラゴンクエスト トレジャーズ 蒼き瞳と大空の羅針盤（マヤ）
- 陰の実力者になりたくて!マスターオブガーデン（ベータ）
- ガーディアンテイルズ（ノクシア）
- クロノサークル（ドロシィ）
- 義賊探偵ノスリ（ネコネ）

2023年
- モンスターユニバース（ニア）
- ミッション・ゼロ（薫）
- OCTOPATH TRAVELER II（アグネア・ブリスターニ）
- 光ノ語-LUMINOUS（ゲーティアンナ）
- アリスフィクション（レム）
- キュービックスターズ（2023年 - 2024年、ネオ）
- デュエル・マスターズ プレイス（中野五月）
- 五等分の花嫁 ごとぱずストーリー（中野五月）
- 白猫GOLF（ノア）
- ヴァルキリーコネクト（レム）
- ダンジョンに出会いを求めるのは間違っているだろうかバトル・クロニクル（ヘスティア）
- 五等分の花嫁 〜彼女と交わす五つの約束〜（中野五月）
- 原神（フリーナ）
- エラーゲームリセット（ぷよぷよ〈アノード〉、ぷよぷよ〈カソード〉）
- リバース:1999（バルーンパーティー）
- 妖怪ウォッチ ぷにぷに（2023年 - 2024年、中野五月、ミカ、レム）
- STAR OCEAN THE SECOND STORY R（レティシア・オーシディアス）
- HOP! STEP! DANCE!（アンナ）
- ソードアート・オンライン Last Recollection（ミト）
- マジシャンズデッド ~Force of the Soul~(タアム)

2024年
- ゴブリンスレイヤー -ANOTHER ADVENTURER- NIGHTMARE FEAST（殲血姫、姫）
- エバーソウル（タリタ）
- モンソニ！（2024年 - 2025年、ネオ）
- ヤマトクロニクル覚醒（アメノホヒ）
- フェスティバトル（2024年 - 2025年、ノア、ネオ）
- 英雄伝説 界の軌跡 -Farewell, O Zemuria-（アルティナ・オライオン）
- Wizardry Variants Daphne（ルルナーデ）
- FARMAGIA（チーカ）
- 魔女のふろーらいふ（サピテトルー）
- エンバーストーリア（月歌いのチモシー）
- IDOLY PRIDE（チノ）

2025年
- ダンジョンに出会いを求めるのは間違っているだろうか 水と光のフルランド（ヘスティア）
- 三国ドライブ（Scarle♰Vision 呂布）
- レゾナンス：無限号列車（ウチャナ、小麦）
- 五等分のプリンセス ～幻想と深淵と魔法学院～（中野五月）
- 異世界∞異世界（ヘスティア）
- 終天教団（黒四館仄）
- ソードアート・オンライン フラクチュアード デイドリーム（ミト）
- 異世界のんびりライフ（ヘスティア）

時期未定
- TERBIS（テルビス）

### ドラマCD
2014年
- アルドノア・ゼロ（2014年 - 2015年、エデルリッゾ / 魔法少女エデル） - Blu-ray&DVD第4・9巻完全生産限定版特典、全巻連動購入特典

2015年
- 一番くじ ご注文はうさぎですか? スペシャルドラマCD「ご注文はドラマCDですか?」（チノ）
- Z/X -Zillions of enemy X- NC DramaCD 3・7・11巻（2015年 - 2017年、孤独の魔人ソリトゥス）
- ちゃんおぷ的ドラマ〜芽衣子のお芝居会議 feat.凛香＆香苗 鬼爆裂的女子会議！〜（紀美）
- 普通の女子校生が【ろこどる】やってみた。 ソング＆ドラマアルバム ～いつでも元気!ななちゃんと…～（名都借みらい）
- 双子の魔法使いリコとグリ マジカルハット ドラマ「双子の魔法使いリコとグリ」 第一章 春の香りと新しい始まり（リコ）

2016年
- 編隊少女 -フォーメーションガールズ- オーディオドラマCD 「露天風呂ではお静かに!」（吹雪舞弥）

2018年
- 転生したら剣でした（フラン） - 5巻ドラマCD付き限定版
- Wonderland Wars Side Story 第3章（ジュゼ）
- アラフォー賢者の異世界生活日記（カエデ） - 6.5ドラマCDブックレット

2019年
- プリンセスコネクト! Re:Dive（2019年 - 2020年、カスミ） - 『09』『11』『15』

2020年
- 月刊コミックジーン 最新2月号「飼い主獣人とペット女子高生」（リラ)

2022年
- 蒼き鋼のアルペジオ（アドミラリティ・コード〈グレーテル〉） - 第24巻ドラマCD付き特装版

### 吹き替え

#### 映画
- スパイダーマン:ホームカミング（2017年、ベティ・ブラント〈アンガーリー・ライス〉[57]）
- ジュマンジ/ウェルカム・トゥ・ジャングル（2018年、マーサ・カプリー〈モーガン・ターナー〉[619]）
- ジュマンジ/ネクスト・レベル（2019年、マーサ・カプリー〈モーガン・ターナー〉[620][621]）
- スパイダーマン:ファー・フロム・ホーム（2019年、ベティ・ブラント〈アンガーリー・ライス〉[622]）
- ヴァレンタイン ヒーロー誕生（2020年、スリマヤ / ヴァレンタイン〈エステル・リンデン〉[623]）
- トムとジェリー（2021年、ケイラ〈クロエ・グレース・モレッツ〉[624]）
- スパイダーマン:ノー・ウェイ・ホーム（2022年、ベティ・ブラント〈アンガーリー・ライス〉[625]）
- モービウス（2022年、アナ[626]）
- トップガン マーヴェリック（2022年、アメリア・ベンジャミン〈リリアーナ・レイ〉[627]）
- 雨とあなたの物語（2022年、ソヒ〈チョン・ウヒ〉[628]）
- サイレント・ナイト（2023年、ソフィー〈リリー＝ローズ・デップ〉[629]）
- THE WITCH/魔女 -増殖-（2023年、少女〈シン・シア〉[630]）
- ライド・オン（2024年、シャオバオ〈リウ・ハオツン〉[631]）
- ジュラシック・ワールド/復活の大地（2025年、イザベラ・デルガド〈オードリナ・ミランダ〉[632]）

#### アニメ
- トムとジェリー ロビン・フッド（2012年、少年[5]）
- きょうはみんなでクマがりだ（2018年、ロージー〈エルシー・カバリエ〉[633]）
- 羅小黒戦記 ぼくが選ぶ未来（2020年、ナタ[634]）
- プレイモービル マーラとチャーリーの大冒険（2021年、チャーリー[635]）
- スマーフ（2022年 - 2023年、2025年、スマーフェット[636][637]）
- ゴミおばけがやってきた（2024年、ロッタ[638]）

### テレビドラマ
- あまちゃん（2013年、成田りな[5]）
- あの日見た花の名前を僕達はまだ知らない（2015年、店員[5]）
- 魔進戦隊キラメイジャー（2020年 - 2021年、マブシーナの声[639]）
- ダーウィンが行く!?（2024年、ナレーション[640]）

### 実写映画
- 心が叫びたがってるんだ。（2017年、女子生徒[85]）
- 魔進戦隊キラメイジャー エピソードZERO (2020年、マブシーナの声[5]）
- 魔進戦隊キラメイジャー THE MOVIE ビー・バップ・ドリーム（2021年、マブシーナの声[641])
- 映画『山田くんとLv999の恋をする』（2025年、Akane〈ゲーム内アバター〉[642]）

### Vシネマ
- 魔進戦隊キラメイジャーVSリュウソウジャー』（2021年、マブシーナの声[643])
- 機界戦隊ゼンカイジャーVSキラメイジャーVSセンパイジャー』（2022年、マブシーナの声[644])

### ラジオ
※はインターネット配信。
- とことんアニソン大辞典（2010年、NHK-FM）[645]
- ロボガラジオ 聞かなきゃ全員フルボッコだZ!（2013年 - 2014年、HiBiKi Radio Station※）[646]
- ご注文はラジオですか?（2014年、音泉※・HiBiKi Radio Station※）[91]
- 水瀬いのりのげ〜みゅ♪研究所!（2014年、ラジオ大阪）[87]
- アルドノア・ラジオ（2014年 - 2015年、音泉※）[647]
- ガルガンティア船団広報局（2014年 - 2015年、funラジオ※）[648]
- 天体のメソッド放送局（2014年 - 2015年、音泉※・ランティスウェブラジオ※・HiBiKi Radio Station※）[649]
- TVアニメ「ダンまち」 ラジオに松岡との出会いを求めるのは間違っているだろうか（2015年、HiBiKi Radio Station※）[650]
- ロボガラジオ 聞かなきゃ全員フルボッコだZ!プラス（2015年、HiBiKi Radio Station※）[651]
- こちらGSH 学園・生活部・放送局（2015年、音泉※）[652]
- ご注文はラジオですか??〜ラビットハウスへようこそ〜（2015年、音泉※・HiBiKi Radio Station※）[92]
- ねじ巻き精霊戦記 天鏡のアルデラミンwebラジオ 種田いのり帝国（2016年、音泉※）[653]
- ご注文はラジオですか??〜チマメ隊のポポロンラジオ〜（2016年 - 2018年、文化放送）[93]
- 水瀬いのり MELODY FLAG（2016年 - 、文化放送）[89]
- フーカとリンネのスパーリングラジオ（2016年、YouTube※）[654]
- 「信長の忍び」〜私、リスナー様の忍びになります!!〜（2016年、2017年、音泉※）[655]
- ラジオ「政宗くんのリベンジ」〜あやか・いのりのラジオは豚足の始まり〜（2016年 - 2017年、音泉※）[656]
- 水瀬いのりの「信長の忍び」ラジオ〜私、リスナー様の忍びになります!!〜（2017年、音泉※）[657]
- ららラジ♪（2017年、音泉※）[658]
- 少女終末旅行〜GIRLS RADIO TOUR〜（2017年、音泉※）[659]
- ラジオ 宇宙よりも遠い場所〜南極よりも寒い番組〜（2017年 - 2018年、音泉※）[660]
- ラジリスク新章 〜伊賀忍放送〜（2018年、音泉※・YouTube※）[661]
- INORIN Wonder（My Girl meets Aこえ内ミニコーナー）（2019年、AbemaTV※）[662]
- TVアニメ『阿波連さんははかれない』はかれないラジオ（2022年 - 2025年、音泉※）[663][664]
- 「政宗くんのリベンジR」～あやか・いのりのラジオは豚足の始まりリターンズ～（2023年、音泉※）[665]

### テレビ番組
※はインターネット配信。
- 恋愛ラボ「藤女特別校内放送！」（2013年、ニコニコ生放送※）
- 第64回NHK紅白歌合戦「あまちゃん特別編」（2013年、NHK）成田りな 役
- ご注文はニコ生ですか?（2014年、ニコニコ生放送※）
- ルミナスルーキー（2014年、アイドル専門チャンネルPigoo）[666]
- みりたり!広報部 おぺれーしょんniconico（2015年、ニコニコ生放送※）
- 『ダンジョンに出会いを求めるのは間違っているだろうか』 神様の宴（ヘスティア・パーティ）（2015年、ニコニコ生放送※）
- 水瀬と山下のガンガンGAちゃんねる（2015年 - 2018年、ニコニコ動画※・YouTube※）
- 本物のお嬢様は誰だ?!お嬢様格付けチェック（2017年、AT-X）
- 水瀬いのりと大西沙織のPick Up Girls![667]（2017年 - 2019年[668][669]、YouTube※）

### デジタルコミック
- 告白実行委員会〜恋愛シリーズ〜『ロメオ』（2017年、涼海ひより[670]）
- ご注文はうさぎですか?10周年記念ボイスコミック（2021年、チノ[671]）
- 末っ子皇女殿下描き下ろし音声付き動画（2023年、エニシャ[672]）
- 夢見るメイドのティータイム（2023年、雪ノ下冬花[673]）

### ラジオCD
- ラジオCD ご注文はラジオですか? Vol.1 - 3（2014年）[674]
- ラジオCD アルドノア・ラジオ Vol.1 - 6（2014年 - 2015年）[675]
- ラジオCD 天体のメソッド放送局 Vol.1 - 2（2015年）[676]
- ラジオCD TVアニメ「がっこうぐらし！」こちらGSH 学園・生活部・放送局 Vol.1 - 2（2015年）[677]
- ラジオCD Re：ゼロから始める異世界ラジオ生活 Vol.1 - 4（2016年 - 2017年）ゲスト
  - DJCD Re：ゼロから始める異世界ラジオ生活（2017年）
  - Re:ゼロから始める異世界生活 レム 1/7スケール 水瀬いのり録りおろしDJCDセット（2017年）
- ラジオCD ねじ巻き精霊戦記 天鏡のアルデラミンwebラジオ 種田いのり帝国 Vol.1 - 2（2016年）[678]
- ラジオCD 「政宗くんのリベンジ」〜あやか・いのりのラジオは豚足の始まり〜（2017年）[679]
- ラジオCD 少女終末旅行〜GIRLS RADIO TOUR〜（2018年）[680]
- ラジオCD 宇宙よりも遠い場所〜南極よりも寒い番組〜 Vol.1 - 2（2018年）[681]

### オーディオドラマ
- 天啓的異世界転生譚 第2巻 初回購入特典ダウンロード（2014年、シロニャ[682]）
- 心が叫びたがってるんだ。スペシャルボイスドラマ アクセスカード（2015年、成瀬順[683]）
- 追伸 ソラゴトに微笑んだ君へ（2017年、風間ハルカ[684]）
- グランブルーファンタジー OTOCA「舞い歌う五花」（2017年、ディアンサ）
- 乙女ゲームの破滅フラグしかない悪役令嬢に転生してしまった… ボイスドラマ「ソフィア編」（2020年、ソフィア・アスカルト[685]）
- 僕らの雨いろプロトコル ボイスドラマ（2023年、稲月望[686]）

### 朗読劇
- ソマリと森の神様 新朗読劇（2020年、ソマリ[687]）
- 新本格魔法少女りすか 詠唱劇 影あるところに光あれ。〜act.2〜（2020年、水倉りすか[688]）

### ナレーション

#### テレビ番組
- アニメマシテ（2014年、テレビ東京）2014年9月度ナレーション[689]
- パワースポットを巡りたがってるんだ。秩父開運ツアー（2017年、フジテレビ）[690]
- 俳句甲子園2018『僕だけの／私だけの17音』（2018年、NHK Eテレ）[691]
- ビットワールド プリンセス・ポン（2018年、2020年、NHK Eテレ）[692]
- 「NHK WORLD-JAPAN presents SONGS OF TOKYO」国内放送版（2019年 -、NHKワールドTV、NHK総合）[693][694]
- スポーツxヒューマン 「まわり道の先に咲く花は 競泳 大橋悠依」（2019年、NHK BS1）[695]
- 映画「空の青さを知る人よ」公開記念スペシャル特番（2019年、TOKYO MX）[696]
- あの子は漫画を読まない（2019年 - 2022年、BS日テレ[697]・2022年 -、Youtube[698]）
- モノノコエ（2020年、BSフジ）[699]
- 出没!アド街ック天国 アニメ・漫画の街 アド街セレクション（2020年、テレビ東京)[700][701]
- 土曜はナニする!? 番組内コーナー イケドラ（2020年、関西テレビ)[702]
- ダークサイドミステリー 今熱い！ゾンビ人気の秘密〜恐怖と進化の90年〜（2020年、NHKBSプレミアム)[703]
- WARAハウス（2020年、日本テレビ)[704]
- news every. 25歳ADが見たコロナ禍の1年（2021年、日本テレビ）[705]
- なれそめTV、超多様性トークショー!なれそめ（2021年、2022年 -、NHK Eテレ）[706][707][708]
- 1万2000人が選ぶ!私が感動した金メダルはこれだ!（2021年7月20日、テレビ朝日）[709]
- オハ! よ〜いどん 〜みんなとつながる朝の会〜（2021年9月3日・10日・2022年3月28日・2022年4月4日 -、NHK Eテレ） オハぴょん役[710]
- 世界が絶賛！日本の匠 〜競馬を変えたメイドインジャパン〜（2021年12月25日、テレビ東京）[711]
- 千鳥の幸せ福引き旅（2022年3月22日、NHK総合）[712]
- 林修の今、知りたいでしょ!（2022年11月17日、テレビ朝日）[713]
- かまいガチ（2023年1月11日、テレビ朝日）[714]
- 世界まる見え!テレビ特捜部（2023年2月13日、日本テレビ）[715]
- パラれるテレビ～ノーリアルショー～(火曜に仰天！世のリアルーツ VTRナレーター)（2024年8月16日、毎日放送）[716]
- クイズ！Eテレ春のオススメ番組大図鑑（2025年3月22日、NHKEテレ）ナレーション[717]

#### 映画
- 驚き!海の生きもの超伝説 劇場版ダーウィンが来た!（2021年）[718]
- 日本列島生きもの超伝説 劇場版ダーウィンが来た!（2023年）[719]
- 恐竜超伝説2 劇場版ダーウィンが来た!（2024年）[720]

#### CM
- 幸色のワンルーム 2巻 CM（2017年）[721]
- 異世界チート魔術師 コミックス版 CM（2017年[722]、2018年[723]）
- キリンレモン×水瀬いのり 特別編 アニメver. 「まっすぐに、トウメイに。」 MV/CM （2018年）[724]
- 甲府リバーサイドタウン CM （2018年）[725]
- 大塚製薬 SOYJOY CM（2019年[726][727]、2021年[728]）
- ダンジョンに出会いを求めるのは間違っているだろうか インフィニト・コンバーテ CM（2019年）[729][730]
- ジュマンジ/ネクスト・レベル CM（2019年）[731]
- ご注文はうさぎですか?? 〜Sing For You〜 CM（2019年）[732]
- ホットペッパービューティー CM（2019年）[733][734]
- フリマアプリ オタマート CM（2020年）[735]
- Yahoo! JAPAN 3.11企画 いま、わたしができること WEBCM（2020年）[736]
- スパイ教室CM PV（2021年、コードネーム《愚人》）[737]
- MFJ文庫 海鳥東月の『でたらめ』な事情 CM（2021年 - 2022年、でたらめちゃん[738][739]）
- 年末年始に使えるユニクロ対決！CM（2021年)[740]
- ソフトサンティアひとみストレッチ CM（2022年）[741]
- radiko CM『音はつながる、あの頃と未来に。』（2023年）[742]
- 「日清のどん兵衛」の新アニメ CM（2023年）[743]
- 夢見るメイドのティータイム CM（2023年、冬花）[744]
- ブラック・ショーマンと名もなき町の殺人 ボイスCM（2023年、神尾真世）[745]
- 東洋水産 MARUCHAN QTTA CM『クッタくん　登場』篇（2024年、クッタくん）[746]
- 映画『山田くんとLv999の恋をする』CM（2024年）[747]
- 映画『カルキ 2898-AD』ここがすごい！ナビゲート（2024年）[748]
- こちら、終末停滞委員会。PV（2025年）[749]
- Ｒｅ就活のWebCM（2025年、ナレーション[750]）

### 連載
- しあわせいのり日和（声優グランプリ）、2016年5月号 - 2021年1月号[751][752]
- いのり図鑑（声優グランプリ）、2021年2月号 - [753]

### 玩具
- 魔進戦隊キラメイジャー キラメイチェンジャー -MEMORIAL EDITION-（2022年11月）

### その他コンテンツ
- ごちうさアラーム 〜チノ編〜（2015年）[754]
- しゃべる ごちうさスタンプ（2015年 - 2018年、チノ） - 3作品[一覧 34]
- CeVIO（2015年、さとうささら（ボイス・ソングライブラリ提供）[755]）
- TVCM CeVIO × 「心が叫びたがってるんだ。」（2015年）[756]
- 多数決ドラマ『青春ブタ野郎はバニーガール先輩の夢を見ない with さくら荘のペットな彼女』（2016年、牧之原翔子[757]）
- リゼロアラーム 〜レム編〜（2016年）[758]
- MAPLUS+「レム・ラム」キャラチェンジセット（2017年、レム[759]）
- ダウンロードボイス（2017年、神田琴羽[760]）
- キリンレモン90周年トリビュートミュージックビデオ「まっすぐに、トウメイに。」（2018年、歌・出演[84]）
- まんがタイムきらら展 貸し出し用音声ガイド（2018年）[761]
- しゃべる！ダンまち 音声つきスタンプ（2019年、ヘスティア）
- 電力中央研究所 電気を安定して送るために（2019年 - 、でんけんぼーや[762][763][764]）
- ダンまちアラーム 〜オラリオ・デイズ〜（2019年、ヘスティア[765]）
- 幼なじみが絶対に負けないラブコメ PV（2019年、志田黒羽[766]）
- ムーミンバレーパーク「サウンドウォーク 〜ムーミン谷の冬〜」（2019年、すばらしいしっぽをもったリス[767]）
- ビールっ娘PJ（2019年、パルテ・ナレーション[768]）
- 資産形成はじめて物語（2020年、預金ちゃん[769]）
- 【VALSHE】3rd Album「WONDERFUL CURVE」 FULL ver.【OFFICIAL】（2020年、ナレーション[770]）
- ドリーム声優オーディション2020 小さな幸せ（2020年、ナレーション[771]）
- MAPLUSキャラdeナビ（2020年、ヘスティア[772]）
- smash. バーティカルシアター 掌編朗読アプリ（2020年、本人朗読[773]）
- ムーミンバレーパーク「WINTER WONDERLAND in MOOMINVALLEY PARK「ADVENTURE WALK」」（2020年、すばらしいしっぽをもったリス[774]）
- 五等分の花嫁アラーム（2020年、中野五月[775]）
- TRUE WIRELESS STEREO EARPHONES アニメ「五等分の花嫁∬」 中野五月(CV:水瀬いのり)モデル（2021年、中野五月[776]）
- 「牛のお尻ちゃん」PV/モバイル牛温恵（2021年、牛のお尻ちゃん[777]）
- 個人向け国債（2021年、個子ちゃん[778]）
- SWORD ART ONLINE -Episode of MITO CITY- イベントガイドアナウンス（2021年、ミト[779]）
- 棚照結神 擬人化プロジェクト（2021年、棚照結神長瀬よひら[780]）
- ナゾ解きミステリー読解ドリル シリーズ（2022年、PVナレーションおよびデータ特典朗読[781][782][783]）
- 「ダンジョンに出会いを求めるのは間違っているだろうか」バーチャルフィギュア（2022年、ヘスティア[784]）
- 魔女のふろーらいふプロジェクト（2023年、サピテトルー[785]）
- 『異世界でチート能力を手にした俺は、現実世界をも無双する』シリーズ累計200万部突破記念スペシャルムービー（2023年、ティト[786]）
- SHARP ヘルシオ・ホットクック・空気清浄機「五等分の花嫁」カスタムボイス（2023年、中野五月[787]）
- ヘッドホン ネオ モデル（2023年、ネオ[788]）
- 「Adobe Photoshopクリエイターギャラリー」（2024年、音声ガイド[789]）
- Anidealブランドムービ（2024年、ナレーション[790]）
- 山田くんとLv999の恋をする展（2025年、ナレーション[791]）

## ディスコグラフィ

### シングル
|      | 発売日         | タイトル          | 規格品番  | オリコン 最高位 |
| ---- | -------------- | ----------------- | --------- | --------------- |
| 1st  | 2015年12月2日  | 夢のつぼみ        | KICM-1641 | 11位            |
| 2nd  | 2016年4月13日  | harmony ribbon    | KICM-1662 | 10位            |
| 3rd  | 2016年11月9日  | Starry Wish       | KICM-1726 | 8位             |
| 4th  | 2017年8月9日   | アイマイモコ      | KICM-1783 | 12位            |
| 5th  | 2017年11月29日 | Ready Steady Go!  | KICM-1817 | 9位             |
| 6th  | 2018年10月17日 | TRUST IN ETERNITY | KICM-1890 | 10位            |
| 7th  | 2019年1月23日  | Wonder Caravan!   | KICM-1914 | 7位             |
| 8th  | 2020年2月5日   | ココロソマリ      | KICM-2029 | 5位             |
| 9th  | 2020年12月2日  | Starlight Museum  | KICM-2065 | 7位             |
| 10th | 2021年7月21日  | HELLO HORIZON     | KICM-2092 | 7位             |
| 11th | 2023年4月19日  | アイオライト      | KICM-2128 | 7位             |
| 12th | 2023年9月13日  | スクラップアート  | KICM-2138 | 8位             |

### 配信シングル
|     | 発売日        | タイトル                 |
| --- | ------------- | ------------------------ |
| 1st | 2019年6月26日 | まっすぐに、トウメイに。 |
| 2nd | 2022年1月9日  | REAL-EYES                |

### アルバム
|                | 発売日        | タイトル           | 規格品番      | 規格品番     | オリコン 最高位 |
| 初回限定盤     | 発売日        | タイトル           | 通常盤        |              | オリコン 最高位 |
| -------------- | ------------- | ------------------ | ------------- | ------------ | --------------- |
| 1st            | 2017年4月5日  | Innocent flower    | KICS-93477    | KICS-3477    | 3位             |
| 2nd            | 2018年5月23日 | BLUE COMPASS       | KICS-93710    | KICS-3710    | 7位             |
| 3rd            | 2019年4月10日 | Catch the Rainbow! | KICS-93785    | KICS-3785    | 6位             |
| 4th            | 2022年7月20日 | glow               | KICS-94059    | KICS-4059    | 4位             |
| ベストアルバム | 2025年9月3日  | Travel Record      | KICS-94217～8 | KICS-4217～8 |                 |

|            | 発売日        | タイトル       | 規格品番   | 規格品番  | オリコン 最高位 |
| 初回限定盤 | 発売日        | タイトル       | 通常盤     |           | オリコン 最高位 |
| ---------- | ------------- | -------------- | ---------- | --------- | --------------- |
| 1st        | 2024年8月21日 | heart bookmark | KICS-94166 | KICS-4166 | 9位             |
| 2nd        | 2025年9月3日  | Turquoise      | KICS-94219 | KICS-4219 |                 |

### 映像作品
|             | 発売日         | タイトル                                        | 規格品番    |
| ----------- | -------------- | ----------------------------------------------- | ----------- |
| LIVE        | 2018年4月4日   | Inori Minase 1st LIVE Ready Steady Go!          | KIXM-315    |
| LIVE        | 2018年10月17日 | Inori Minase LIVE TOUR 2018 BLUE COMPASS        | KIXM-340    |
| LIVE        | 2019年10月23日 | Inori Minase LIVE TOUR Catch the Rainbow!       | KIXM-398    |
| LIVE        | 2021年3月24日  | Inori Minase 5th ANNIVERSARY LIVE Starry Wishes | KIXM-449    |
| LIVE        | 2022年2月23日  | Inori Minase LIVE TOUR HELLO HORIZON            | KIXM-493    |
| LIVE        | 2023年4月19日  | Inori Minase LIVE TOUR 2022 glow                | KIXM-536    |
| LIVE        | 2024年3月6日   | Inori Minase LIVE TOUR SCRAP ART                | KIXM-578〜9 |
| LIVE        | 2025年3月12日  | Inori Minase LIVE TOUR heart bookmark           | KIXM-618～9 |
| MUSIC CLIPS | 2019年6月26日  | Inori Minase MUSIC CLIP BOX                     | KIXM-379    |
| MUSIC CLIPS | 2025年6月18日  | Inori Minase MUSIC CLIP BOX 2                   | KIXM-627    |

### タイアップ曲
| 楽曲                     | タイアップ                                                            | 時期   |
| ------------------------ | --------------------------------------------------------------------- | ------ |
| 夢のつぼみ               | テレビ東京『アニメマシテ』12月度オープニングテーマ                    | 2015年 |
| Starry Wish              | テレビアニメ『ViVid Strike!』エンディングテーマ                       | 2016年 |
| 夏の約束                 | シチュエーションCD『√HAPPY+SUGAR=VACATION』主題歌                     | 2016年 |
| MELODY FLAG              | 文化放送『水瀬いのり MELODY FLAG』オープニングテーマ                  | 2016年 |
| 笑顔が似合う日           | 文化放送『水瀬いのり MELODY FLAG』エンディングテーマ                  | 2016年 |
| Innocent flower          | 文化放送『水瀬いのり MELODY FLAG』エンディングテーマ                  | 2017年 |
| アイマイモコ             | テレビアニメ『徒然チルドレン』オープニングテーマ                      | 2017年 |
| Ready Steady Go!         | テレビ朝日系『musicる TV』2017年12月度エンディングテーマ              | 2017年 |
| Million Futures          | スマートフォンゲーム『乖離性ミリオンアーサー』新章主題歌              | 2018年 |
| まっすぐに、トウメイに。 | キリンビバレッジ『KIRIN LEMON Tribute 2018』タイアップソング          | 2018年 |
| まっすぐに、トウメイに。 | キリンレモン CMソング                                                 | 2018年 |
| Sweet Melody             | 文化放送『水瀬いのり MELODY FLAG』エンディングテーマ                  | 2018年 |
| TRUST IN ETERNITY        | スマートフォンゲーム『ゲシュタルト・オーディン』主題歌                | 2018年 |
| Wonder Caravan!          | テレビアニメ『えんどろ〜！』エンディングテーマ                        | 2019年 |
| My Graffiti              | 文化放送『水瀬いのり MELODY FLAG』エンディングテーマ                  | 2019年 |
| ココロソマリ             | テレビアニメ『ソマリと森の神様』エンディングテーマ                    | 2019年 |
| クリスタライズ           | スマートフォンゲーム『アークナイツ』イメージソング                    | 2020年 |
| Starlight Museum         | テレビ朝日系『musicる TV』2020年12月度エンディングテーマ              | 2020年 |
| HELLO HORIZON            | テレビアニメ『現実主義勇者の王国再建記』オープニングテーマ            | 2021年 |
| ソライロ                 | 文化放送『水瀬いのり MELODY FLAG』エンディングテーマ                  | 2021年 |
| REAL-EYES                | テレビアニメ『現実主義勇者の王国再建記』第二部オープニングテーマ      | 2022年 |
| Melty night              | 文化放送『水瀬いのり MELODY FLAG』エンディングテーマ                  | 2022年 |
| アイオライト             | テレビアニメ『デッドマウント・デスプレイ』エンディングテーマ          | 2023年 |
| スクラップアート         | テレビアニメ『デッドマウント・デスプレイ』第2クールオープニングテーマ | 2023年 |
| くらりのうた             | 文化放送『水瀬いのり MELODY FLAG』エンディングテーマ                  | 2023年 |
| フラーグム               | テレビアニメ『アクロトリップ』オープニングテーマ                      | 2024年 |
| グラデーション           | 文化放送『水瀬いのり MELODY FLAG』エンディングテーマ                  | 2024年 |

### キャラクターソング
| 発売日   | 商品名 | 歌 | 楽曲 | 備考                                                                                         |
| 2011年   | 2011年 | 2011年 | 2011年 | 2011年                                                                                       |
| -------- | --- | --- | --- | -------------------------------------------------------------------------------------------- |
| 1月26日  | 世紀末オカルト学院 Blu-ray & DVD Volume.5 特典CD                                                          | 岡本あかり（水瀬いのり） | 「White Love」 | テレビアニメ『世紀末オカルト学院』挿入歌                                                     |
| 2013年   | | | |                                                                                              |
| 9月20日  | 恋愛ラボ Blu-ray&DVD 第1巻特典CD                                                                          | 藤女生徒会執行部 | 「恋愛（ラブ）したいっ！」 | テレビアニメ『恋愛ラボ』オープニングテーマ                                                   |
| 10月25日 | 恋愛ラボ Blu-ray&DVD 第2巻特典CD                                                                          | 藤女生徒会執行部 | 「Best FriendS」 | テレビアニメ『恋愛ラボ』エンディングテーマ                                                   |
| 2014年   | | | |                                                                                              |
| 1月29日  | ロボットガールズZ                                                                                         | きかい♡少女隊 | 「ロボットガールズZ」 | テレビアニメ『ロボットガールズZ』オープニングテーマ                                          |
| 1月29日  | ロボットガールズZ                                                                                         | ロボットガールズ チームZ | 「チームZのチカラ！」 | テレビアニメ『ロボットガールズZ』エンディングテーマ                                          |
| 5月28日  | Daydream café                                                                                             | Petit Rabbit's | 「Daydream café」 | テレビアニメ『ご注文はうさぎですか？』オープニングテーマ                                     |
| 5月28日  | Daydream café                                                                                             | Petit Rabbit's | 「日常デコレーション」 | テレビアニメ『ご注文はうさぎですか？』エンディングテーマ                                     |
| 5月28日  | ぽっぴんジャンプ♪                                                                                         | チマメ隊 | 「ぽっぴんジャンプ♪」 | テレビアニメ『ご注文はうさぎですか？』エンディングテーマ                                     |
| 5月28日  | ぽっぴんジャンプ♪                                                                                         | チノ（水瀬いのり） | 「ぽっぴんジャンプ♪」 | テレビアニメ『ご注文はうさぎですか？』関連曲                                                 |
| 6月20日  | ご注文はうさぎですか？ キャラクターソング1                                                                | ココア（佐倉綾音）、チノ（水瀬いのり） | 「全天候型いらっしゃいませ」 | テレビアニメ『ご注文はうさぎですか？』関連曲                                                 |
| 6月20日  | ご注文はうさぎですか？ キャラクターソング1                                                                | チノ（水瀬いのり） | 「a cup of happiness」 | テレビアニメ『ご注文はうさぎですか？』関連曲                                                 |
| 7月24日  | ご注文はうさぎですか？ BD & DVD 第2巻 初回限定版 特典CD                                                   | チノ（水瀬いのり） | 「Daydream café 〜ご注文はチノですか？ver.〜」 | テレビアニメ『ご注文はうさぎですか？』関連曲                                                 |
| 8月27日  | ご注文はうさぎですか？ キャラクターソングアルバム                                                         | Petit Rabbit's | 「一匙のお姫さま物語」 | テレビアニメ『ご注文はうさぎですか？』関連曲                                                 |
| 8月27日  | ご注文はうさぎですか？ キャラクターソングアルバム                                                         | チノ（水瀬いのり）、リゼ（種田梨沙）、シャロ（内田真礼） | 「VSマイペース？」 | テレビアニメ『ご注文はうさぎですか？』関連曲                                                 |
| 8月27日  | ご注文はうさぎですか？ キャラクターソングアルバム                                                         | チマメ隊 | 「きらきらエブリディ」 | テレビアニメ『ご注文はうさぎですか？』関連曲                                                 |
| 8月27日  | 「普通の女子校生が【ろこどる】やってみた。」ヴォーカル・アルバム 〜ろこどる課外活動報告〜                 | 宇佐美奈々子（伊藤美来）、小日向縁（三澤紗千香）、三ヶ月ゆい（吉岡麻耶）、名都借みらい（水瀬いのり）                                                                                             | 「あぁ流川」 「魚心くんソング」 | テレビアニメ『普通の女子校生が【ろこどる】やってみた。』劇中歌                               |
| 9月24日  | 「普通の女子校生が【ろこどる】やってみた。」ヴォーカル・アルバム 〜アイドル、やってます！〜               | 宇佐美奈々子（伊藤美来）、小日向縁（三澤紗千香）、三ヶ月ゆい（吉岡麻耶）、名都借みらい（水瀬いのり）                                                                                             | 「未来少女たち（Version 3）」 | テレビアニメ『普通の女子校生が【ろこどる】やってみた。』エンディングテーマ                   |
| 9月24日  | 「普通の女子校生が【ろこどる】やってみた。」ヴォーカル・アルバム 〜アイドル、やってます！〜               | 三ヶ月ゆい（吉岡麻耶）、名都借みらい（水瀬いのり） | 「Action!!」 | テレビアニメ『普通の女子校生が【ろこどる】やってみた。』関連曲                               |
| 9月24日  | 「普通の女子校生が【ろこどる】やってみた。」ヴォーカル・アルバム 〜アイドル、やってます！〜               | 名都借みらい（水瀬いのり） | 「泣き虫のfairy tale」 | テレビアニメ『普通の女子校生が【ろこどる】やってみた。』関連曲                               |
| 10月22日 | PROMiSED ViSION/Good bye & Good luck                                                                      | *ω*Quintet | 「PROMiSED ViSION」 「Good bye & Good luck」 | ゲーム『オメガクインテット』主題歌                                                           |
| 12月10日 | *ω*Quintet PV SONGS                                                                                       | *ω*Quintet | 「Inchoate voice」 「Eureka」 「MOVE*MENTER」 「まんまるまるい」 「Complex:CRESCENT」                                                                                | ゲーム『オメガクインテット』関連曲                                                           |
| 12月10日 | *ω*Quintet PV SONGS                                                                                       | ネネ（水瀬いのり） | 「まんまるまるい」 | ゲーム『オメガクインテット』関連曲                                                           |
| 12月28日 | t7s Longing for summer                                                                                    | セブンスシスターズ | 「Star☆Glitter」 | ゲーム『Tokyo 7th シスターズ』関連曲                                                         |
| 2015年   | | | |                                                                                              |
| 2月11日  | 天体のメソッド キャラクターミニアルバム 約束のメソッド                                                    | ノエル（水瀬いのり） | 「にっこり記念日」 | テレビアニメ『天体のメソッド』関連曲                                                         |
| 2月14日  | みりたりずむ！                                                                                            | シャチーロフ軍曹（水瀬いのり） | 「みりたりずむ！ マイクロガンver.」 | テレビアニメ『みりたり！』主題歌                                                             |
| 3月28日  | 紛争の友〜みりたり！サウンドトラック〜                                                                    | シャチーロフ軍曹（水瀬いのり） | 「ダンボールの中より」 | テレビアニメ『みりたり！』関連曲                                                             |
| 5月20日  | H-A-J-I-M-A-L-B-U-M-!!                                                                                    | セブンスシスターズ | 「Sparkle☆Time!!」 | ゲーム『Tokyo 7th シスターズ』関連曲                                                         |
| 7月1日   | 宝箱のジェットコースター                                                                                  | Petit Rabbit's | 「宝箱のジェットコースター」 | テレビアニメ『ご注文はうさぎですか？』関連曲                                                 |
| 7月15日  | ぴょん'sぷりんぷるん                                                                                      | チマメ隊 | 「ぴょん'sぷりんぷるん」 | テレビアニメ『ご注文はうさぎですか？』関連曲                                                 |
| 7月22日  | 実は私は キャラクターソング vol.1                                                                         | 白神葉子（芹澤優）、紫々戸獅穂（内田彩）、藍澤渚（水瀬いのり）、朱美みかん（上田麗奈） | 「トロピカルシスターズ」 | テレビアニメ『実は私は』関連曲                                                               |
| 7月29日  | ダンジョンに出会いを求めるのは間違っているだろうか BD・DVD第2巻特典CD                                     | ヘスティア（水瀬いのり） | 「君色Everyday」 | テレビアニメ『ダンジョンに出会いを求めるのは間違っているだろうか』関連曲                     |
| 7月29日  | ハートぷるぷる事件です                                                                                    | 振り回され隊 | 「ハートぷるぷる事件です」 | テレビアニメ『ご注文はうさぎですか？』関連曲                                                 |
| 7月29日  | ふ・れ・ん・ど・し・た・い                                                                                | 学園生活部 | 「ふ・れ・ん・ど・し・た・い」 | テレビアニメ『がっこうぐらし！』オープニングテーマ                                           |
| 7月29日  | ふ・れ・ん・ど・し・た・い                                                                                | 学園生活部 | 「Grateful Friends」 | テレビアニメ『がっこうぐらし！』関連曲                                                       |
| 8月12日  | 実は私は キャラクターソング vol.2                                                                         | 藍澤渚（水瀬いのり）、朱美みかん（上田麗奈） | 「SILENT NOTE」 | テレビアニメ『実は私は』関連曲                                                               |
| 8月12日  | 実は私は キャラクターソング vol.2                                                                         | 藍澤渚（水瀬いのり） | 「地球潜伏作戦+α」 | テレビアニメ『実は私は』関連曲                                                               |
| 8月19日  | 普通の女子校生が【ろこどる】やってみた。ソング&ドラマアルバム〜いつでも元気！ななちゃんと…〜              | 宇佐美奈々子（伊藤美来）、名都借みらい（水瀬いのり） | 「2 the Dream」 | テレビアニメ『普通の女子校生が【ろこどる】やってみた。』関連曲                               |
| 8月19日  | 普通の女子校生が【ろこどる】やってみた。ソング&ドラマアルバム〜のんびり屋のゆかりさんと…〜                | 名都借みらい（水瀬いのり） | 「未来飛行」 | テレビアニメ『普通の女子校生が【ろこどる】やってみた。』関連曲                               |
| 8月26日  | TVアニメ「がっこうぐらし！」キャラクターソング1                                                           | 丈槍由紀（水瀬いのり）、直樹美紀（高橋李依） | 「ピンクのハートボール」 | テレビアニメ『がっこうぐらし！』関連曲                                                       |
| 8月26日  | TVアニメ「がっこうぐらし！」キャラクターソング1                                                           | 丈槍由紀（水瀬いのり） | 「空に私のサンシャイン」 | テレビアニメ『がっこうぐらし！』関連曲                                                       |
| 9月16日  | 心が叫びたがってるんだ。オリジナルサウンドトラック                                                        | 少女（心の声）［成瀬順（水瀬いのり）］ | 「わたしの声」 | 劇場アニメ『心が叫びたがってるんだ。』劇中歌                                                 |
| 9月16日  | 心が叫びたがってるんだ。オリジナルサウンドトラック                                                        | 少女（心の声）［成瀬順（水瀬いのり）］、玉子［田崎大樹（細谷佳正）］、世界の人々 | 「心が叫びだす」 | 劇場アニメ『心が叫びたがってるんだ。』劇中歌                                                 |
| 9月26日  | TVアニメ「がっこうぐらし！」キャラクターソング (3)                                                        | 若狭悠里（M・A・O）、丈槍由紀（水瀬いのり） | 「Yummy Yappy Recipe」 | テレビアニメ『がっこうぐらし！』関連曲                                                       |
| 9月30日  | 戦姫絶唱シンフォギアGX キャラクターソング8 キャロル・マールス・ディーンハイム                             | キャロル・マールス・ディーンハイム（水瀬いのり） | 「殲琴・ダウルダブラ」 「tomorrow」 | テレビアニメ『戦姫絶唱シンフォギアGX』劇中歌                                                 |
| 10月17日 | 双子の魔法使いリコとグリ マジカルハット                                                                   | リコ（水瀬いのり）、グリ（島﨑信長） | 「おかしな呪文」 | キャラクターCD『双子の魔法使いリコとグリ』シリーズ関連曲                                     |
| 10月17日 | 双子の魔法使いリコとグリ マジカルハット                                                                   | リコ（水瀬いのり） | 「11の魔法」 | キャラクターCD『双子の魔法使いリコとグリ』シリーズ関連曲                                     |
| 10月28日 | TVアニメ「がっこうぐらし！」キャラクターソングアルバム                                                    | 丈槍由紀（水瀬いのり）、恵飛須沢胡桃（小澤亜李） feat.太郎丸（加藤英美里） | 「カラフル・ミラクル・バルーーーーン」 | テレビアニメ『がっこうぐらし！』関連曲                                                       |
| 10月28日 | TVアニメ「がっこうぐらし！」キャラクターソングアルバム                                                    | 学園生活部 | 「卒業あるばむ」 | テレビアニメ『がっこうぐらし！』関連曲                                                       |
| 11月11日 | ノーポイッ！                                                                                              | Petit Rabbit's | 「ノーポイッ！」 | テレビアニメ『ご注文はうさぎですか??』オープニングテーマ                                     |
| 11月11日 | ノーポイッ！                                                                                              | Petit Rabbit's | 「なんとなくミライ」 | テレビアニメ『ご注文はうさぎですか??』エンディングテーマ                                     |
| 11月11日 | ノーポイッ！                                                                                              | チノ（水瀬いのり） | 「ノーポイッ！」 | テレビアニメ『ご注文はうさぎですか??』関連曲                                                 |
| 11月11日 | ときめきポポロン♪                                                                                         | チマメ隊 | 「ときめきポポロン♪」 | テレビアニメ『ご注文はうさぎですか??』エンディングテーマ                                     |
| 11月11日 | ときめきポポロン♪                                                                                         | チマメ隊 | 「ときめきLOOPにのって」 | テレビアニメ『ご注文はうさぎですか??』関連曲                                                 |
| 11月11日 | ときめきポポロン♪                                                                                         | チノ（水瀬いのり） | 「ときめきポポロン♪」 | テレビアニメ『ご注文はうさぎですか??』関連曲                                                 |
| 11月25日 | cup of chino                                                                                              | チノ（水瀬いのり） | 「出かけましょうと答えましょう」 「未来パズル」 「新作のしあわせはこちら！」 「きらきらアラモード」 「そおっとブランケット」 「かえりみちスキップ」 「魔法少女チノ」 | テレビアニメ『ご注文はうさぎですか??』関連曲                                                 |
| 12月23日 | ダンジョンに出会いを求めるのは間違っているだろうか BD・DVD第7巻特典CD                                     | ヘスティア（水瀬いのり）、ベル（松岡禎丞） | 「君と続く物語」 | テレビアニメ『ダンジョンに出会いを求めるのは間違っているだろうか』関連曲                     |
| 12月25日 | ご注文はうさぎですか?? BD・DVD第1巻特典CD                                                                 | Petit Rabbit's | 「にっこりカフェの魔法使い」 | テレビアニメ『ご注文はうさぎですか??』関連曲                                                 |
| 2016年   | | | |                                                                                              |
| 1月27日  | 「がっこうぐらし！」BD・DVD第5巻 オリジナルサウンドトラックCD vol.3                                       | 丈槍由紀（水瀬いのり） | 「ふ・れ・ん・ど・し・た・い」 | テレビアニメ『がっこうぐらし！』関連曲                                                       |
| 1月27日  | 「がっこうぐらし！」BD・DVD第5巻 オリジナルサウンドトラックCD vol.3                                       | 学園生活部 | 「仰げば尊し」 | テレビアニメ『がっこうぐらし！』関連曲                                                       |
| 2月10日  | 幻影異聞録#FE ボーカルコレクション                                                                        | 織部つばさ（水瀬いのり） | 「Feel」 「友達以上、恋人未満。」 「Fly〜君という風〜」 | ゲーム『幻影異聞録♯FE』関連曲                                                                |
| 2月10日  | 幻影異聞録#FE ボーカルコレクション                                                                        | Kiria（南條愛乃）、織部つばさ（水瀬いのり） | 「Give me!!」 | ゲーム『幻影異聞録♯FE』関連曲                                                                |
| 2月10日  | 幻影異聞録#FE ボーカルコレクション                                                                        | 織部つばさ（水瀬いのり）、弓弦エレオノーラ（佐倉綾音） | 「ドリーム☆キャッチャー」 | ゲーム『幻影異聞録♯FE』関連曲                                                                |
| 2月24日  | SEVENTH HAVEN                                                                                             | セブンスシスターズ | 「SEVENTH HAVEN」 「FALLING DOWN」 | ゲーム『Tokyo 7th シスターズ』関連曲                                                         |
| 3月13日  | Z/X -Zillions of enemy X- NF DramaCD (7)「ぶらり湯けむり温泉紀行」                                        | 元・孤独の魔人ソリトゥス（水瀬いのり） | 「私と意思ソトゥ、しよ♪」 | 『Z/X -Zillions of enemy X-』関連曲                                                          |
| 3月30日  | アニメを語レ！ 〜アニメガタリ同好会のテーマ〜                                                             | マヤ（水瀬いのり）&エリカ（伊波杏樹） | 「アニメを語レ！ 〜アニメガタリ同好会のテーマ〜」 「次元の果てまで恋せよ乙女」 「Twilight Day's」                                                                    | 『アニメガタリ』シリーズ関連曲                                                               |
| 4月29日  | 双子の魔法使いリコとグリ「ショコラティー・エール」                                                        | リコ（水瀬いのり）、グリ（島﨑信長） | 「ショコラティー・エール」 | キャラクターCD『双子の魔法使いリコとグリ』シリーズ関連曲                                     |
| 4月29日  | 双子の魔法使いリコとグリ「ショコラティー・エール」                                                        | リコ（水瀬いのり） | 「コレクトコネクト」 | キャラクターCD『双子の魔法使いリコとグリ』シリーズ関連曲                                     |
| 5月2日   | ご注文はうさぎですか?? BD・DVD第5巻特典CD                                                                 | チマメ隊 | 「お手伝いのラララン添えはいかがですか？」 | テレビアニメ『ご注文はうさぎですか??』関連曲                                                 |
| 6月3日   | ご注文はうさぎですか?? BD・DVD第6巻特典CD                                                                 | ココア（佐倉綾音）、チノ（水瀬いのり）、リゼ（種田梨沙）、千夜（佐藤聡美）、シャロ（内田真礼）、マヤ（徳井青空）、メグ（村川梨衣）                                                               | 「本日は誠にラリルレイン」 | テレビアニメ『ご注文はうさぎですか??』関連曲                                                 |
| 6月8日   | TVアニメ「ラクエンロジック」キャラソンアルバム「SONGS & MELODY」                                          | 明日葉学（水瀬いのり）、アルテミス（折笠富美子） | 「月に囁くその声で」 | テレビアニメ『ラクエンロジック』関連曲                                                       |
| 6月29日  | 普通の女子校生が【ろこどる】やってみた。ミュージック・アルバム〜夏の思い出作ってみた。〜                  | 宇佐美奈々子（伊藤美来）、小日向縁（三澤紗千香）、三ヶ月ゆい（吉岡麻耶）、名都借みらい（水瀬いのり）                                                                                             | 「青春 Say Cheese!」 | OVA『普通の女子校生が【ろこどる】やってみた。』エンディングテーマ                            |
| 7月27日  | Never Ending Fantasy 〜GRANBLUE FANTASY〜                                                                 | ディアンサ（水瀬いのり）、リナリア（田中美海）、ハリエ（小倉唯）、ジオラ（高橋未奈美）、カンナ（内山夕実）                                                                                       | 「Never Ending Fantasy」 | ゲーム『グランブルーファンタジー』関連曲                                                     |
| 7月27日  | Never Ending Fantasy 〜GRANBLUE FANTASY〜                                                                 | ディアンサ（水瀬いのり） | 「Never Ending Fantasy」 | ゲーム『グランブルーファンタジー』関連曲                                                     |
| 8月20日  | Re:ゼロから始める異世界生活 Stay Alive                                                                    | レム（水瀬いのり） | 「Wishing」 | テレビアニメ『Re:ゼロから始める異世界生活』エンディングテーマ                                |
| 10月26日 | ご注文はうさぎですか?? キャラクターソングシリーズ06 チノ                                                  | チノ（水瀬いのり） | 「お菓子な夢をおひとつどうぞ♪」 「FUN!FUN!」 「WELCOME【う・さ！】」                                                                                                 | テレビアニメ『ご注文はうさぎですか??』関連曲                                                 |
| 10月26日 | ご注文はうさぎですか？？ キャラクターソングシリーズ 全巻購入特典CD                                        | ココア（佐倉綾音）、チノ（水瀬いのり）、リゼ（種田梨沙）、千夜（佐藤聡美）、シャロ（内田真礼）、マヤ（徳井青空）、メグ（村川梨衣）、青山ブルーマウンテン（早見沙織）、モカ（茅野愛衣）           | 「WELCOME【う・さ！】」 | テレビアニメ『ご注文はうさぎですか??』関連曲                                                 |
| 11月25日 | chimame march                                                                                             | チマメ隊 | 「てくてくマーチングマーチ」 「CANDY COLOR DAYS」 「ココロそばにいるよ」 「Daydream café」                                                                           | テレビアニメ『ご注文はうさぎですか??』関連曲                                                 |
| 11月25日 | chimame march                                                                                             | チノ（水瀬いのり）、マヤ（徳井青空） | 「Sunshine Days」 | テレビアニメ『ご注文はうさぎですか??』関連曲                                                 |
| 11月25日 | chimame march                                                                                             | チノ（水瀬いのり）、メグ（村川梨衣） | 「みえるよみえる」 | テレビアニメ『ご注文はうさぎですか??』関連曲                                                 |
| 11月25日 | chimame march                                                                                             | チノ（水瀬いのり） | 「あした元気になぁれ！」 | テレビアニメ『ご注文はうさぎですか??』関連曲                                                 |
| 11月23日 | Musica Magica                                                                                             | ルーラ（日笠陽子）×スイムスイム（水瀬いのり） | 「Betrayal」 | テレビアニメ『魔法少女育成計画』関連曲                                                       |
| 12月7日  | ダンジョンに出会いを求めるのは間違っているだろうか OVA特典CD                                              | ヘスティア（水瀬いのり） | 「君とボクの1日」 | OVA『ダンジョンに出会いを求めるのは間違っているだろうか』エンディングテーマ                  |
| 12月29日 | 「信長の忍び」コミケ限定セット                                                                            | 千鳥（水瀬いのり） | 「清き面影」 | テレビアニメ『信長の忍び』関連曲                                                             |
| 2017年   | | | |                                                                                              |
| 5月7日   | ViVid Strike! Summer Time Vacance Songs                                                                   | フーカ・レヴェントン（水瀬いのり） | 「明日への風」 | OVA『ViVid Strike!』挿入歌                                                                   |
| 5月24日  | 政宗くんのリベンジ 第3巻 Blu-ray/DVD 特典CD                                                               | 小岩井吉乃（水瀬いのり） | 「天城越え」 | テレビアニメ『政宗くんのリベンジ』挿入歌                                                     |
| 5月24日  | 政宗くんのリベンジ 第3巻 Blu-ray/DVD 特典CD                                                               | 安達垣愛姫（大橋彩香）、小岩井吉乃（水瀬いのり） | 「まなざしサイレント」 | テレビアニメ『政宗くんのリベンジ』関連曲                                                     |
| 7月26日  | デジモンユニバース アプリモンスターズ キャラクターソング＆オリジナル・サウンドトラック                    | アプリ山470 | 「WITH YOU」 | テレビアニメ『デジモンユニバース アプリモンスターズ』関連曲                                  |
| 7月26日  | キラキラ☆プリキュアアラモード ボーカルアルバム キュアラモード☆アラカルト                                  | 宇佐美いちか（美山加恋）&キラ星シエル（水瀬いのり） | 「キラリ☆Avec☆Moi☆」 | テレビアニメ『キラキラ☆プリキュアアラモード』関連曲                                          |
| 7月26日  | キラキラ☆プリキュアアラモード ボーカルアルバム キュアラモード☆アラカルト                                  | キュアホイップ（美山加恋）、キュアカスタード（福原遥）、キュアジェラート（村中知）、キュアマカロン（藤田咲）、キュアショコラ（森なな子）、キュアパルフェ（水瀬いのり）                           | 「 レッツ・ラ・クッキン☆ショータイム 〜キラキラ☆パティスリー・バージョン〜」                                                                                         | テレビアニメ『キラキラ☆プリキュアアラモード』関連曲                                          |
| 7月26日  | WORLD'S END                                                                                               | セブンスシスターズ | 「WORLD'S END」 「PUNCH'D RANKER」 | ゲーム『Tokyo 7th シスターズ』関連曲                                                         |
| 8月2日   | 「キラキラ☆プリキュアアラモード」キャラクターソングシングル sweet etude 6 キュアパルフェ（CV:水瀬いのり） | キュアパルフェ（水瀬いのり） | 「虹色エスポワール」 | テレビアニメ『キラキラ☆プリキュアアラモード』挿入歌                                          |
| 8月2日   | 「キラキラ☆プリキュアアラモード」キャラクターソングシングル sweet etude 6 キュアパルフェ（CV:水瀬いのり） | キュアパルフェ（水瀬いのり） | 「レッツ・ラ・クッキン☆ショータイム」 | テレビアニメ『キラキラ☆プリキュアアラモード』関連曲                                          |
| 8月11日  | Magical Love Happy!                                                                                       | 兵藤彩芽（水瀬いのり）、一ノ瀬諸葉（伊波杏樹）、東雲アニタ（春咲暖） | 「Magical Love Happy!」 | ゲーム『ウィッチ・アームス〜魔法少女は眠れない〜』テーマソング                               |
| 8月25日  | TVアニメ「まけるな!!あくのぐんだん！」Blu-ray特典CD                                                       | KAKUWA☆なれ〜しょんず | 「ねばねばぎっぱー」 | テレビアニメ『まけるな!!あくのぐんだん！』エンディングテーマ                                 |
| 10月4日  | 18if 主題歌集                                                                                             | ネネ（水瀬いのり） | 「too late」 | テレビアニメ『18if』エンディングテーマ                                                       |
| 10月25日 | トレビアンサンブル!!/メモワール・ミルフィーユ                                                             | キュアホイップ（美山加恋）、キュアカスタード（福原遥）、キュアジェラート（村中知）、キュアマカロン（藤田咲）、キュアショコラ（森なな子）、キュアパルフェ（水瀬いのり）                           | 「メモワール・ミルフィーユ」 | 劇場アニメ『映画 キラキラ☆プリキュアアラモード パリッと！想い出のミルフィーユ！』挿入歌      |
| 10月25日 | ご注文はうさぎですか?? 〜Dear My Sister〜 キャラクターソング1                                             | チマメ隊 | 「♡♡ケーキをもうひとつ？」 | OVA『ご注文はうさぎですか?? 〜Dear My Sister〜』関連曲                                       |
| 11月11日 | セカイがカフェになっちゃった！                                                                            | Petit Rabbit's with beans | 「セカイがカフェになっちゃった！」 | OVA『ご注文はうさぎですか?? 〜Dear My Sister〜』主題歌                                       |
| 11月11日 | セカイがカフェになっちゃった！                                                                            | Petit Rabbit's | 「ハピネスアンコール」 | OVA『ご注文はうさぎですか?? 〜Dear My Sister〜』挿入歌                                       |
| 11月11日 | セカイがカフェになっちゃった！                                                                            | ココア（佐倉綾音）、チノ（水瀬いのり） | 「コーヒーカップでエスコート」 | OVA『ご注文はうさぎですか?? 〜Dear My Sister〜』関連曲                                       |
| 11月22日 | ご注文はうさぎですか?? 〜Dear My Sister〜 キャラクターソング2                                             | ココア（佐倉綾音）、チノ（水瀬いのり）、リゼ（種田梨沙） | 「きらめきカフェタイム」 | OVA『ご注文はうさぎですか?? 〜Dear My Sister〜』関連曲                                       |
| 11月29日 | キラキラ☆プリキュアアラモード ボーカルアルバム2 苺坂物語                                                  | キラ星シエル（水瀬いのり） | 「YUMESORA∞」 | テレビアニメ『キラキラ☆プリキュアアラモード』関連曲                                          |
| 11月29日 | 動く、動く                                                                                                | チト（水瀬いのり）、ユーリ（久保ユリカ） | 「動く、動く」 | テレビアニメ『少女終末旅行』オープニングテーマ                                               |
| 11月29日 | 動く、動く                                                                                                | チト（水瀬いのり）、ユーリ（久保ユリカ） | 「Endless Journey」 | テレビアニメ『少女終末旅行』関連曲                                                           |
| 11月29日 | More One Night                                                                                            | チト（水瀬いのり）、ユーリ（久保ユリカ） | 「More One Night」 | テレビアニメ『少女終末旅行』エンディングテーマ                                               |
| 11月29日 | More One Night                                                                                            | チト（水瀬いのり）、ユーリ（久保ユリカ） | 「雨だれの歌」 | テレビアニメ『少女終末旅行』挿入歌                                                           |
| 12月6日  | ご注文はうさぎですか?? 〜Dear My Sister〜 デュエットソングアルバム                                        | チノ（水瀬いのり）、モカ（茅野愛衣） | 「ラ・ラ・ラ！ラ？モーニング」 | OVA『ご注文はうさぎですか?? 〜Dear My Sister〜』関連曲                                       |
| 2018年   | | | |                                                                                              |
| 1月26日  | 双子の魔法使いリコとグリ ソロシリーズ リコ「つつんで、シンフォニー」                                      | リコ（水瀬いのり） | 「つつんで、シンフォニー」 「放課後チョコレート」 | キャラクターCD『双子の魔法使いリコとグリ』シリーズ関連曲                                     |
| 2月21日  | ここから、ここから                                                                                        | 玉木マリ（水瀬いのり）、小淵沢報瀬（花澤香菜）、三宅日向（井口裕香）、白石結月（早見沙織） | 「ここから、ここから」 | テレビアニメ『宇宙よりも遠い場所』エンディングテーマ                                         |
| 2月21日  | ここから、ここから                                                                                        | 玉木マリ（水瀬いのり）、小淵沢報瀬（花澤香菜）、三宅日向（井口裕香）、白石結月（早見沙織） | 「One Step」 | テレビアニメ『宇宙よりも遠い場所』挿入歌                                                     |
| 3月28日  | 宇宙よりも遠い場所 BD・DVD第1巻特典CD                                                                     | 玉木マリ（水瀬いのり） | 「ここから、ここから」 「One Step」 | テレビアニメ『宇宙よりも遠い場所』関連曲                                                     |
| 3月28日  | ポプテピピック ALL TIME BEST                                                                              | ドロップスターズ | 「Twinkling star」 | テレビアニメ『ポプテピピック』オープニングテーマ                                             |
| 5月30日  | ご注文はうさぎですか?? 〜Dear My Sister〜 BD・DVD特典キャラクターソングCD                                 | Petit Rabbit's | 「セカイがカフェになっちゃった！」 | OVA『ご注文はうさぎですか?? 〜Dear My Sister〜』関連曲                                       |
| 5月30日  | ご注文はうさぎですか?? 〜Dear My Sister〜 BD・DVD特典キャラクターソングCD                                 | チマメ隊 | 「セカイがカフェになっちゃった！」 | OVA『ご注文はうさぎですか?? 〜Dear My Sister〜』関連曲                                       |
| 5月30日  | ご注文はうさぎですか?? 〜Dear My Sister〜 BD・DVD特典キャラクターソングCD                                 | チノ（水瀬いのり） | 「セカイがカフェになっちゃった！」 | OVA『ご注文はうさぎですか?? 〜Dear My Sister〜』関連曲                                       |
| 9月14日  | サーチライトと月灯り                                                                                      | 天月真白（水瀬いのり） | 「サーチライトと月灯り」 | テレビアニメ『One Room セカンドシーズン』主題歌                                              |
| 9月14日  | サーチライトと月灯り                                                                                      | 天月真白（水瀬いのり） | 「サーチライトと月灯り（fakejazzmix）」 | テレビアニメ『One Room セカンドシーズン』関連曲                                              |
| 9月19日  | ヒミツのカギ、ここたま！/ここたまさがそっ！み〜つっけた♪                                                  | 星ノ川はるか（高橋未奈美）、リボン（水瀬いのり）、ピロー（伊瀬茉莉也）、ちゃこ（岩井映美里） | 「ヒミツのカギ、ここたま！」 | テレビアニメ『キラキラハッピー★ ひらけ！ここたま』オープニングテーマ                         |
| 9月28日  | 双子の魔法使いリコとグリ Swiiiiiits! ユニットソング                                                       | Swiiiiiits! | 「Swiiiiiitest Party!!」 | ツキプロ-双子の魔法使いリコとグリ-関連曲                                                     |
| 10月3日  | 不可思議のカルテ                                                                                          | 桜島麻衣（瀬戸麻沙美）、古賀朋絵（東山奈央）、双葉理央（種﨑敦美）、豊浜のどか（内田真礼）、梓川かえで（久保ユリカ）、牧之原翔子（水瀬いのり）                                                   | 「不可思議のカルテ」 | テレビアニメ『青春ブタ野郎はバニーガール先輩の夢を見ない』エンディングテーマ                 |
| 10月17日 | ダンまち〜メモリア・フレーゼ〜主題歌                                                                      | ヘスティア（水瀬いのり） | 「希望のSIGNAL」 | ゲーム『ダンまち〜メモリア・フレーゼ〜』主題歌                                               |
| 11月30日 | 双子の魔法使いリコとグリ ミックスユニットシリーズ「世界の歌」                                             | White Knight Orchestra | 「世界の歌」 「世界の歌 -Remix-」 | キャラクターCD『双子の魔法使いリコとグリ』関連曲                                             |
| 12月5日  | ご注文はうさぎですか??キャラクターソロシリーズ09 チノ                                                     | チノ（水瀬いのり） | 「センチメンタルごっこ」 「ヒミツのおもてなし」 「わーいわーいトライ！」                                                                                             | テレビアニメ『ご注文はうさぎですか??』関連曲                                                 |
| 12月26日 | 「聖闘士星矢 セインティア翔」主題歌                                                                       | 翔子（鈴木愛奈）、響子（M・A・O）、沙織（水瀬いのり）、美衣（中島愛） | 「The Beautiful Brave」 | テレビアニメ『聖闘士星矢 セインティア翔』オープニングテーマ                                  |
| 2019年   | | | |                                                                                              |
| 1月23日  | えんどろ〜る！                                                                                            | 勇者パーティー | 「えんどろ〜る！」 | テレビアニメ『えんどろ〜！』オープニングテーマ                                               |
| 1月23日  | えんどろ〜る！                                                                                            | 勇者パーティー | 「はっぴぃとぅご〜！」 | テレビアニメ『えんどろ〜！』イメージソング                                                   |
| 1月25日  | メルクストーリア -無気力少年と瓶の中の少女- BD上巻 早期予約特典CD                                         | メルク（水瀬いのり） | 「Bottleship」 | テレビアニメ『メルクストーリア -無気力少年と瓶の中の少女-』エンディングテーマ                |
| 1月30日  | 五等分の気持ち                                                                                            | 中野家の五つ子 | 「五等分の気持ち」 | テレビアニメ『五等分の花嫁』オープニングテーマ                                               |
| 1月30日  | 五等分の気持ち                                                                                            | 中野家の五つ子 | 「ごぶんのいち」 | テレビアニメ『五等分の花嫁』エンディングテーマ                                               |
| 2月8日   | 全力→YELL!                                                                                                | ヘスティア（水瀬いのり） | 「全力→YELL!」 | 劇場アニメ『劇場版 ダンジョンに出会いを求めるのは間違っているだろうか -オリオンの矢-』関連曲 |
| 2月27日  | トリカゴ スクラップマーチ キャラクターソング UNIT2 終末世界ボールルーム                                   | TWIN-CRUE l MIRROR-CREW | 「終末世界ボールルーム」 | ゲーム『トリカゴ スクラップマーチ』関連曲                                                    |
| 3月6日   | 五等分の花嫁 キャラクターソング・ミニアルバム                                                             | 中野五月（水瀬いのり） | 「素直にOpen heart〜五つ数えて〜」 | テレビアニメ『五等分の花嫁』関連曲                                                           |
| 4月17日  | ポプテピピック ALL TIME BEST 2                                                                            | ドロップスターズ | 「Pretty candle star」 | テレビアニメ『ポプテピピック』オープニングテーマ                                             |
| 5月22日  | HEAVEN'S RAVE                                                                                             | AXiS | 「HEAVEN'S RAVE」 「COCYTUS」 | ゲーム『Tokyo 7th シスターズ』関連曲                                                         |
| 7月31日  | プリンセスコネクト！Re:Dive PRICONNE CHARACTER SONG 09                                                    | マコト（小松未可子）、カスミ（水瀬いのり） | 「未解決な想い」 | ゲーム『プリンセスコネクト！Re:Dive』挿入歌                                                  |
| 8月9日   | 五等分の花嫁〜可愛さMax Re-mix〜                                                                          | 中野家の五つ子 | 「五等分の気持ち（PandaBoY Opening Voice Edit）」 「ごぶんのいち（PandaBoY Tropical House Edit）」 「五等分の気持ち（PandaBoY Five Flowers Dance Edit）」            | テレビアニメ『五等分の花嫁』関連曲                                                           |
| 8月9日   | 五等分の花嫁〜可愛さMax Re-mix〜                                                                          | 中野五月（水瀬いのり） | 「素直にOpen heart 〜五つ数えて〜（PandaBoY Drum'n'Bass Edit）」 | テレビアニメ『五等分の花嫁』関連曲                                                           |
| 8月28日  | Happy New Genesis 〜GRANBLUE FANTASY〜                                                                    | ディアンサ（水瀬いのり）、リナリア（田中美海）、ハリエ（小倉唯）、ジオラ（高橋未奈美）、カンナ（内山夕実）                                                                                       | 「Happy New Genesis」 | ゲーム『グランブルーファンタジー』関連曲                                                     |
| 8月28日  | Happy New Genesis 〜GRANBLUE FANTASY〜                                                                    | ディアンサ（水瀬いのり） | 「Happy New Genesis」 | ゲーム『グランブルーファンタジー』関連曲                                                     |
| 9月17日  | Blooming Blaze!                                                                                           | Not lose Rose | 「Blooming Blaze!」 「Blooming Blaze (Scented ver.)」 | ゲーム『白猫プロジェクト』関連曲                                                             |
| 9月17日  | Blooming Blaze!                                                                                           | ノア（水瀬いのり） | 「Blooming Blaze!（Noah ver.）」 | ゲーム『白猫プロジェクト』関連曲                                                             |
| 9月26日  | しんがーそんぐぱやぽやメロディー                                                                          | Petit Rabbit's with beans | 「しんがーそんぐぱやぽやメロディー」 | OVA『ご注文はうさぎですか?? 〜Sing For You〜』関連曲                                         |
| 9月26日  | しんがーそんぐぱやぽやメロディー                                                                          | チノ（水瀬いのり） | 「しんがーそんぐぱやぽやメロディー」 | OVA『ご注文はうさぎですか?? 〜Sing For You〜』関連曲                                         |
| 9月26日  | ご注文はうさぎですか?? 〜Sing For You〜 BD・DVD特典 劇中歌ハイレゾ音源収録DVD-ROM                         | Petit Rabbit's | 「しんがーそんぐぱやぽやメロディー」 | OVA『ご注文はうさぎですか?? 〜Sing For You〜』関連曲                                         |
| 9月26日  | ご注文はうさぎですか?? 〜Sing For You〜 BD・DVD特典 劇中歌ハイレゾ音源収録DVD-ROM                         | チマメ隊 | 「しんがーそんぐぱやぽやメロディー」 | OVA『ご注文はうさぎですか?? 〜Sing For You〜』関連曲                                         |
| 9月26日  | ご注文はうさぎですか?? 〜Sing For You〜 BD・DVD特典 劇中歌ハイレゾ音源収録DVD-ROM                         | チノ（水瀬いのり）、マヤ（徳井青空）、メグ（村川梨衣） | 「木もれび青春譜」 「木もれび青春譜 〜Sunlight through the trees〜」                                                                                                 | OVA『ご注文はうさぎですか?? 〜Sing For You〜』関連曲                                         |
| 9月26日  | ご注文はうさぎですか?? 〜Sing For You〜 BD・DVD特典 劇中歌ハイレゾ音源収録DVD-ROM                         | チノ（水瀬いのり）、マヤ（徳井青空）、メグ（村川梨衣） | 「木もれび青春譜 〜劇中歌Ver.〜」 | OVA『ご注文はうさぎですか?? 〜Sing For You〜』挿入歌                                         |
| 9月26日  | ご注文はうさぎですか?? 〜Sing For You〜 BD・DVD特典 劇中歌ハイレゾ音源収録DVD-ROM                         | サキ（水樹奈々）、チノ（水瀬いのり） | 「銀のスプーン 〜Blend of Memory〜」 | OVA『ご注文はうさぎですか?? 〜Sing For You〜』挿入歌                                         |
| 11月27日 | 青春ブタ野郎はゆめみる少女の夢を見ない BD・DVD特典 Original Soundtrack                                    | 桜島麻衣（瀬戸麻沙美）、古賀朋絵（東山奈央）、双葉理央（種﨑敦美）、豊浜のどか（内田真礼）、梓川かえで（久保ユリカ）、牧之原翔子（水瀬いのり）                                                   | 「不可思議のカルテ movie ver.」 | 劇場アニメ『青春ブタ野郎はゆめみる少女の夢を見ない』エンディングテーマ                       |
| 11月27日 | 青春ブタ野郎はゆめみる少女の夢を見ない BD・DVD特典 Original Soundtrack                                    | 牧之原翔子（水瀬いのり） | 「不可思議のカルテ」 | 劇場アニメ『青春ブタ野郎はゆめみる少女の夢を見ない』関連曲                                   |
| 12月4日  | 戦姫絶唱シンフォギアXD UNLIMITED キャラクターソングアルバム2                                              | キャロル・マールス・デーィンハイム（水瀬いのり） | 「五線譜のサンクチュアリ」 | ゲーム『戦姫絶唱シンフォギアXD UNLIMITED』関連曲                                             |
| 12月4日  | ご注文はうさぎですか??バースデイソングシリーズ09 チノ                                                     | チノ（水瀬いのり） | 「ハピハピ♪バースデイソング」 「Tiny Christmas Party」 「winter*gift」                                                                                               | テレビアニメ『ご注文はうさぎですか??』関連曲                                                 |
| 12月4日  | ご注文はうさぎですか??バースデイソングシリーズ 全巻購入特典CD                                             | ココア（佐倉綾音）、チノ（水瀬いのり）、リゼ（種田梨沙）、千夜（佐藤聡美）、シャロ（内田真礼）、マヤ（徳井青空）、メグ（村川梨衣）、青山ブルーマウンテン（早見沙織）、モカ（茅野愛衣）           | 「ハピハピ♪バースデイソング」 | テレビアニメ『ご注文はうさぎですか??』関連曲                                                 |
| 2020年   | | | |                                                                                              |
| 1月8日   | 戦姫絶唱シンフォギアXV BD・DVD第4巻特典CD                                                                 | キャロル・マールス・デーィンハイム（水瀬いのり） | 「スフォルツァンドの残響」 | テレビアニメ『戦姫絶唱シンフォギアXV』挿入歌                                                 |
| 1月15日  | 好きすぎてやばい。〜告白実行委員会キャラクターソング集〜                                                  | HoneyWorks feat. 涼海ひより（水瀬いのり） | 「ヒロイン育成計画」 | 『告白実行委員会〜恋愛シリーズ〜』関連曲                                                     |
| 2月5日   | 戦姫絶唱シンフォギアXV BD・DVD第5巻特典CD                                                                 | 立花響（悠木碧）、風鳴翼（水樹奈々）、雪音クリス（高垣彩陽）、マリア・カデンツァヴナ・イヴ（日笠陽子）、月読調（南條愛乃）、暁切歌（茅野愛衣）、キャロル・マールス・ディーンハイム（水瀬いのり） | 「PERFECT SYMPHONY」 | テレビアニメ『戦姫絶唱シンフォギアXV』挿入歌                                                 |
| 2月5日   | 異世界ショータイム/ポンコツ！異世界シアター                                                               | シャルティア（上坂すみれ）、めぐみん（高橋李依）、レム（水瀬いのり）、ヴィーシャ（早見沙織） | 「ポンコツ！異世界シアター」 | テレビアニメ『異世界かるてっと2』エンディングテーマ                                          |
| 3月4日   | これからも五等分                                                                                          | 中野家の五つ子 | 「これからも五等分」 | テレビアニメ『五等分の花嫁』関連曲                                                           |
| 4月22日  | ご注文はうさぎですか??Selection of April Fools' Day                                                       | 魔法少女チノ（水瀬いのり）、怪盗ラパン（内田真礼） | 「幻のルビーラビット事件」 | テレビアニメ『ご注文はうさぎですか??』関連曲                                                 |
| 4月22日  | ご注文はうさぎですか??Selection of April Fools' Day                                                       | CHIMAME CHRONICLE | 「MIRACLE CHRONICLE♪」 | テレビアニメ『ご注文はうさぎですか??』関連曲                                                 |
| 4月22日  | ご注文はうさぎですか??Selection of April Fools' Day                                                       | Diva | 「かさねおり」 | テレビアニメ『ご注文はうさぎですか??』関連曲                                                 |
| 4月22日  | ご注文はうさぎですか??Selection of April Fools' Day                                                       | CLOCKWORK RABBITS | 「ピポパポPeople!」 | テレビアニメ『ご注文はうさぎですか??』関連曲                                                 |
| 5月27日  | プリンセスコネクト！Re:Dive PRICONNE CHARACTER SONG 15                                                    | カスミ（水瀬いのり）、シオリ（小清水亜美） | 「木もれびモンタージュ」 | ゲーム『プリンセスコネクト！Re:Dive』挿入歌                                                  |
| 8月26日  | ヒロインたるもの！ feat. 涼海ひより/1％の恋人 feat. 南                                                    | HoneyWorks feat. 涼海ひより（水瀬いのり） | 「ヒロインたるもの！」 | ゲーム『HoneyWorks Premium Live』オープニングテーマ                                          |
| 8月27日  | 劇場版 誰ガ為のアルケミスト BD 初回限定版特典CD オリジナルサウンドトラック                                | カスミ（水瀬いのり） | 「恋の妖精のせい」 | 劇場アニメ『劇場版 誰ガ為のアルケミスト』挿入歌                                              |
| 9月19日  | Blend of Letters                                                                                          | チノ（水瀬いのり） | 「ボトルシップの旅」 | テレビアニメ『ご注文はうさぎですか？』関連曲                                                 |
| 9月23日  | ミニアルバム 魔進戦隊キラメイジャー2                                                                      | マブシーナ（水瀬いのり） | 「クリスタル・シグナル」 | 特撮『魔進戦隊キラメイジャー』エンディングテーマ                                             |
| 10月28日 | 天空カフェテリア                                                                                          | Petit Rabbit's | 「天空カフェテリア」 | テレビアニメ『ご注文はうさぎですか？ BLOOM』オープニングテーマ                               |
| 10月28日 | 天空カフェテリア                                                                                          | チノ（水瀬いのり） | 「天空カフェテリア」 | テレビアニメ『ご注文はうさぎですか？ BLOOM』関連曲                                           |
| 10月28日 | 天空カフェテリア                                                                                          | Petit Rabbit's | 「ユメ＜ウツツ→ハッピータイム」 | テレビアニメ『ご注文はうさぎですか？ BLOOM』エンディングテーマ                               |
| 10月28日 | なかよし！○！なかよし！                                                                                   | チマメ隊 | 「なかよし！○！なかよし！」 | テレビアニメ『ご注文はうさぎですか？ BLOOM』エンディングテーマ                               |
| 10月28日 | なかよし！○！なかよし！                                                                                   | チマメ隊 | 「ワオワオ動物園」 | テレビアニメ『ご注文はうさぎですか？ BLOOM』関連曲                                           |
| 10月28日 | なかよし！○！なかよし！                                                                                   | チノ（水瀬いのり） | 「なかよし！○！なかよし！」 | テレビアニメ『ご注文はうさぎですか？ BLOOM』関連曲                                           |
| 10月28日 | 快眠!安眠!スヤリスト生活                                                                                  | スヤリス姫（水瀬いのり） | 「快眠！安眠！スヤリスト生活」 | テレビアニメ『魔王城でおやすみ』オープニングテーマ                                           |
| 11月11日 | ご注文はうさぎですか？ リアレンジ&カバーアルバム                                                          | Petit Rabbit's | 「宝箱のジェットコースター（リアレンジ）」 「にっこりカフェの魔法使い（リアレンジ）」 「一匙のお姫さま物語（リアレンジ）」 「なんとなくミライ（リアレンジ）」        | テレビアニメ『ご注文はうさぎですか？』関連曲                                                 |
| 11月11日 | ご注文はうさぎですか？ リアレンジ&カバーアルバム                                                          | ココア（佐倉綾音）、チノ（水瀬いのり）、リゼ（種田梨沙）、千夜（佐藤聡美）、シャロ（内田真礼）、マヤ（徳井青空）、メグ（村川梨衣）                                                               | 「本日は誠にラリルレイン（リアレンジ）」 | テレビアニメ『ご注文はうさぎですか？』関連曲                                                 |
| 11月11日 | ご注文はうさぎですか？ リアレンジ&カバーアルバム                                                          | チマメ隊 | 「きらきらエブリディ（リアレンジ）」 「お手伝いのラララン添えはいかがですか？（リアレンジ）」 「ぴょん'sぷりんぷるん（リアレンジ）」                                 | テレビアニメ『ご注文はうさぎですか？』関連曲                                                 |
| 11月11日 | ご注文はうさぎですか？ リアレンジ&カバーアルバム                                                          | チノ（水瀬いのり）、リゼ（種田梨沙）、シャロ（内田真礼） | 「VSマイペース？（リアレンジ）」 | テレビアニメ『ご注文はうさぎですか？』関連曲                                                 |
| 11月11日 | ご注文はうさぎですか？ リアレンジ&カバーアルバム                                                          | 振り回され隊 | 「ハートぷるぷる事件です（リアレンジ）」 | テレビアニメ『ご注文はうさぎですか？』関連曲                                                 |
| 11月11日 | ご注文はうさぎですか？ リアレンジ&カバーアルバム                                                          | ココア（佐倉綾音）、チノ（水瀬いのり） | 「Eを探す日常」 | テレビアニメ『ご注文はうさぎですか？』関連曲                                                 |
| 11月11日 | ご注文はうさぎですか？ リアレンジ&カバーアルバム                                                          | チノ（水瀬いのり） | 「うさぎになったバリスタ」 | テレビアニメ『ご注文はうさぎですか？』関連曲                                                 |
| 2021年   | | | |                                                                                              |
| 2月17日  | 五等分のカタチ/はつこい                                                                                   | 中野家の五つ子 | 「五等分のカタチ」 | テレビアニメ『五等分の花嫁∬』オープニングテーマ                                              |
| 2月17日  | 五等分のカタチ/はつこい                                                                                   | 中野家の五つ子 | 「はつこい」 | テレビアニメ『五等分の花嫁∬』エンディングテーマ                                              |
| 3月3日   | 五等分の花嫁∬ キャラクターソング・ミニアルバム                                                            | 中野五月（水瀬いのり） | 「トクベツなひと 〜Lesson Five〜」 | テレビアニメ『五等分の花嫁∬』関連曲                                                          |
| 3月17日  | IT'S A PERFECT BLUE                                                                                       | セブンスシスターズ | 「Shooting Sky」 | ゲーム『Tokyo 7th シスターズ』関連曲                                                         |
| 3月24日  | みなみかぜ/サマーデイズ                                                                                   | 中野家の五つ子 | 「みなみかぜ」 | ゲーム『五等分の花嫁∬ 〜夏の思い出も五等分〜』オープニングテーマ                             |
| 3月24日  | みなみかぜ/サマーデイズ                                                                                   | 中野家の五つ子 | 「サマーデイズ」 | ゲーム『五等分の花嫁∬ 〜夏の思い出も五等分〜』エンディングテーマ                             |
| 3月24日  | Re:ゼロから始める異世界生活 キャラクターソングアルバム                                                    | エミリア（高橋李依）、レム（水瀬いのり）、ラム（村川梨衣） | 「ゼロから始める異世界体操！」 | パチスロ『Re:ゼロから始める異世界生活』関連曲                                                |
| 3月24日  | Re:ゼロから始める異世界生活 キャラクターソングアルバム                                                    | エミリア（高橋李依）、レム（水瀬いのり）、ラム（村川梨衣） | 「Re:lation」 | ゲーム『プリンセスコネクト！Re:Dive』関連曲                                                  |
| 3月24日  | Re:ゼロから始める異世界生活 キャラクターソングアルバム                                                    | エミリア（高橋李依）、レム（水瀬いのり）、ラム（村川梨衣） | 「Chu♡Loveサマー」 | テレビアニメ『Re:ゼロから始める異世界生活』関連曲                                            |
| 3月      | 予感のぴんぽん聞こえたら                                                                                  | Petit Rabbit's | 「予感のぴんぽん聞こえたら」 | テレビアニメ『ご注文はうさぎですか？ BLOOM』関連曲                                           |
| 4月28日  | 戦略的で予測不能なラブコメディのエンディング曲                                                            | 志田黒羽（水瀬いのり）、可知白草（佐倉綾音） | 「戦略的で予測不能なラブコメディのエンディング曲」 | テレビアニメ『幼なじみが絶対に負けないラブコメ』エンディングテーマ                           |
| 4月28日  | 戦略的で予測不能なラブコメディのエンディング曲                                                            | 志田黒羽（水瀬いのり）、可知白草（佐倉綾音） | 「Baby Monster」 | テレビアニメ『幼なじみが絶対に負けないラブコメ』関連曲                                       |
| 5月28日  | ご注文はうさぎですか？ BLOOM BD・DVD第6巻特典CD                                                           | 看板娘隊 | 「スキでスゴイになりたいな」 | テレビアニメ『ご注文はうさぎですか？ BLOOM』関連曲                                           |
| 9月29日  | 幼なじみが絶対に負けないラブコメ BD第3巻特典CD                                                            | 志田黒羽（水瀬いのり）、可知白草（佐倉綾音）、桃坂真理愛（大西沙織） | 「パラダイスSOS」 | テレビアニメ『幼なじみが絶対に負けないラブコメ』挿入歌                                       |
| 10月13日 | 死神坊ちゃんと黒メイド サウンドトラック&キャラクターソングアルバム                                        | 坊ちゃん（花江夏樹）、アリス（真野あゆみ）、ロブ（大塚芳忠）、ヴィオラ（水瀬いのり）、カフ（倉持若菜）、ザイン（神谷浩史）                                                                       | 「Make a wish」 | テレビアニメ『死神坊ちゃんと黒メイド』挿入歌                                                 |
| 10月13日 | 死神坊ちゃんと黒メイド サウンドトラック&キャラクターソングアルバム                                        | ヴィオラ（水瀬いのり） | 「Secret Flavor」 | テレビアニメ『死神坊ちゃんと黒メイド』関連曲                                                 |
| 10月29日 | ご注文はうさぎですか？ 10thAnniversaryキャラクターソング                                                  | フユ（石見舞菜香）、チノ（水瀬いのり） | 「チェスマッチカフェチェックオレ」 | 『ご注文はうさぎですか？』関連曲                                                             |
| 11月11日 | ご注文はうさぎですか？ 10thAnniversary主題歌リアレンジ&ハイレゾベスト                                     | Petit Rabbit's | 「Daydream café〜Re arranged〜」 「ノーポイッ！〜Re arranged〜」 「天空カフェテリア〜Re arranged〜」                                                                 | 『ご注文はうさぎですか？』関連曲                                                             |
| 11月11日 | ご注文はうさぎですか？ 10thAnniversary主題歌リアレンジ&ハイレゾベスト                                     | チマメ隊 | 「ぽっぴんジャンプ♪〜Re arranged〜」 「ときめきポポロン♪〜Re arranged〜」 「なかよし！〇！なかよし！〜Re arranged〜」                                                | 『ご注文はうさぎですか？』関連曲                                                             |
| 11月24日 | ヴァニタスの手記 BD・DVD第2巻特典CD                                                                       | ジャンヌ（水瀬いのり）、ルカ（下地紫野） | 「陽だまりに咲く花〜mon trésor〜」 | テレビアニメ『ヴァニタスの手記』関連曲                                                       |
| 12月19日 | 聖なる誓いの合重奏 Ver.angel requiem                                                                      | 立花響（悠木碧）、サンジェルマン（寿美菜子）、キャロル・マールス・ディーンハイム（水瀬いのり）                                                                                                   | 「聖剣のレクイエム」 | ゲーム『戦姫絶唱シンフォギアXD UNLIMITED』関連曲                                             |
| 2022年   | | | |                                                                                              |
| 3月25日  | 双子の魔法使いリコとグリ Swiiiiiits! ユニットソング                                                       | Swiiiiiits! | 「See You Again（prod. ゆよゆっぺ）」 | 『ツキノ芸能プロダクション』関連曲                                                           |
| 5月25日  | 五等分の軌跡                                                                                              | 中野家の五つ子 | 「五等分の軌跡」 「五等分の花嫁〜ありがとうの花〜」 | 劇場アニメ『映画 五等分の花嫁』テーマソング                                                  |
| 5月25日  | 五等分の軌跡                                                                                              | 中野家の五つ子 | 「君の笑顔見たいから」 | ゲーム『映画「五等分の花嫁」 〜君と過ごした五つの思い出〜』テーマソング                      |
| 6月29日  | 阿波連さんははかれない オリジナルサウンドトラック                                                         | 阿波連れいな（水瀬いのり） | 「AHAREN HEART」 | テレビアニメ『阿波連さんははかれない』第3話エンディングテーマ                                |
| 7月8日   | 劇場版 ソードアート・オンライン -プログレッシブ- 星なき夜のアリア BD / DVD 完全生産限定版特典CD           | ミト（水瀬いのり） | 「REGENERATE BRAVE」 | 劇場アニメ『劇場版 ソードアート・オンライン -プログレッシブ- 星なき夜のアリア』関連曲        |
| 7月8日   | 劇場版 ソードアート・オンライン -プログレッシブ- 星なき夜のアリア BD / DVD 完全生産限定版特典CD           | アスナ（戸松遥）、ミト（水瀬いのり） | 「RECROSSING WAYS」 | 劇場アニメ『劇場版 ソードアート・オンライン -プログレッシブ- 星なき夜のアリア』関連曲        |
| 7月27日  | プリンセスコネクト！Re:Dive PRICONNE CHARACTER SONG 28                                                    | アンナ（髙野麻美）、シノブ（大坪由佳）、カスミ（水瀬いのり） | 「無敵のパイレーツ」 | ゲーム『プリンセスコネクト！Re:Dive』関連曲                                                  |
| 7月27日  | プリンセスコネクト！Re:Dive PRICONNE CHARACTER SONG 28                                                    | カスミ（水瀬いのり） | 「無敵のパイレーツ」 | ゲーム『プリンセスコネクト！Re:Dive』関連曲                                                  |
| 9月28日  | ヒロインたるもの！〜嫌われヒロインと内緒のお仕事〜 BD / DVD 第3巻完全生産限定版特典特典CD                 | HoneyWorks feat. 涼海ひより（水瀬いのり）、瀬戸口雛（麻倉もも） | 「可愛くなりたい」 | テレビアニメ『ヒロインたるもの！〜嫌われヒロインと内緒のお仕事〜』エンディングテーマ         |
| 10月13日 | Re:ゼロから始める異世界生活 INFINITY                                                                      | ラム（村川梨衣）、レム（水瀬いのり） | 「Two Colors」 | スマホゲーム『Re:ゼロから始める異世界生活 INFINITY』キャラクターソング                       |
| 10月28日 | ヒロインたるもの！〜嫌われヒロインと内緒のお仕事〜 BD / DVD 第4巻完全生産限定版特典特典CD                 | HoneyWorks feat. 涼海ひより（水瀬いのり）、服部樹里（佐倉綾音）、中村千鶴（早見沙織） | 「ヒロイン育成計画」 | テレビアニメ『ヒロインたるもの！〜嫌われヒロインと内緒のお仕事〜』エンディングテーマ         |
| 11月16日 | Along the way                                                                                             | 七咲ニコル（水瀬いのり）、春日部ハル（篠田みなみ）、奈々星アイ（天希かのん） | 「Along the way」 | ゲーム『Tokyo 7th シスターズ』関連曲                                                         |
| 11月30日 | Darling in the Night                                                                                      | 七陰 | 「Darling in the Night」 | テレビアニメ『陰の実力者になりたくて!』エンディングテーマ                                    |
| 2023年   | | | |                                                                                              |
| 3月15日  | ねぇ、好きって痛いよ。 〜告白実行委員会キャラクターソング集〜                                             | HoneyWorks feat. 涼海ひより（水瀬いのり）、服部樹里（佐倉綾音）、中村千鶴（早見沙織） | 「東京サニーパーティー」 | テレビアニメ『ヒロインたるもの!〜嫌われヒロインと内緒のお仕事〜』エンディングテーマ          |
| 3月15日  | ねぇ、好きって痛いよ。 〜告白実行委員会キャラクターソング集〜                                             | HoneyWorks feat. 涼海ひより（水瀬いのり） | 「ヒロインは平均以下」 | 『告白実行委員会〜恋愛シリーズ〜』関連曲                                                     |
| 3月29日  | TVアニメ「スパイ教室」スペシャルエンディングテーマCD File.01                                              | エルナ（水瀬いのり） | 「Fool on the secret」 | テレビアニメ『スパイ教室』エンディングテーマ                                                 |
| 7月12日  | 五等分の未来                                                                                              | 中野家の五つ子 | 「五等分の未来」 | テレビアニメ『五等分の花嫁∽』オープニングテーマ                                              |
| 7月12日  | 五等分の未来                                                                                              | 中野家の五つ子 | 「たからもの」 | テレビアニメ『五等分の花嫁∽エンディングテーマ                                                |
| 7月12日  | 五等分の未来                                                                                              | 中野家の五つ子 | 「世界中たったひとつ」 | ゲーム『五等分の花嫁 〜彼女と交わす五つの約束〜』テーマソング                                |
| 8月17日  | ダンまち～メモリア・フレーゼ～ ボーカルコレクション Song of Familia                                       | ヘスティア（水瀬いのり） | 「希望のSIGNAL」 「Vesta」 「希望のSIGNAL Special ver.」 | ゲーム『ダンジョンに出会いを求めるのは間違っているだろうか 〜メモリア・フレーゼ〜』主題歌    |
| 2024年   | | | |                                                                                              |
| 5月22日  | 【エバーソウル】キャラクターソング                                                                        | タリア（水瀬いのり） | 「ふわり」 | オートバトルRPG『エバーソウル』キャラクターソング                                            |
| 7月12日  | モンソニ！                                                                                                | さよならグラビティ | 「Supernova」 | ゲーム『モンスターストライク』関連曲                                                         |
| 9月18日  | TVアニメ「五等分の花嫁」5th Anniversary Best Album                                                        | 中野家の五つ子 | 「君だったから」 | テレビアニメ『五等分の花嫁』関連曲                                                           |
| 9月18日  | 五等分の笑顔 EP                                                                                           | 中野家の五つ子 | 「五等分の笑顔」 | テレビアニメ『五等分の花嫁*』オープニングテーマ                                              |
| 9月18日  | 五等分の笑顔 EP                                                                                           | 中野家の五つ子 | 「メモリーズ」 | テレビアニメ『五等分の花嫁*』エンディングテーマ                                              |
| 9月18日  | 五等分の笑顔 EP                                                                                           | 中野家の五つ子 | 「輝き出した私たち」 | テレビアニメ『五等分の花嫁*』挿入歌                                                          |
| 10月18日 | FARMAGIAオリジナルサウンドトラック                                                                        | アルシェ(佐倉綾音)、チーカ(水瀬いのり) | 「dis-dystopia」 | ゲーム『FARMAGIA』オープニングテーマ                                                         |
| 12月25日 | Daydream café                                                                                             | 成宮すず（相川奏多）、兵藤雫（首藤志奈）、赤崎こころ（豊崎愛生）、ココア（佐倉綾音）、チノ（水瀬いのり）                                                                                         | 「Daydream café」 | ゲーム『IDOLY PRIDE』関連曲                                                                  |
| 2025年   | | | |                                                                                              |
| 1月29日  | X-BRAVERS                                                                                                 | 立花響（悠木碧）、キャロル（水瀬いのり）、風鳴翼（水樹奈々）、雪音クリス（高垣彩陽） | 「X-BRAVERS」 | フィーバー戦姫絶唱シンフォギア４ テーマソングシングル                                        |
| 1月29日  | WE ARE THE FUTURE                                                                                         | 立花響（悠木碧）、キャロル（水瀬いのり） | 「X-BRAVERS」 | フィーバー戦姫絶唱シンフォギア４ テーマソングシングル                                        |
| 9月18日  | 明日へ | 中野家の五つ子 | 「明日へ」 | ゲーム『五等分のプリンセス 〜幻想と深淵と魔法学院〜』テーマソング                            |

### その他参加楽曲
| 発売日         | 商品名                                               | 歌                                                         | 楽曲                                    | 備考                                               |
| -------------- | ---------------------------------------------------- | ---------------------------------------------------------- | --------------------------------------- | -------------------------------------------------- |
| 2013年3月13日  | しまじろうと フフの だいぼうけん〜すくえ！七色の花〜 | 水瀬いのり                                                 | 「えらいこっちゃ」                      | テレビ番組『しまじろうのわお！』関連曲             |
| 2013年8月28日  | あまちゃん 歌のアルバム                              | アメ横女学園芸能コース                                     | 「暦の上ではディセンバー」              | テレビドラマ『あまちゃん』挿入歌                   |
| 2013年11月16日 | FirstLight★みずいろグラフィティ                      | いのりっくま                                               | 「FirstLight」 「みずいろグラフィティ」 |                                                    |
| 2015年9月30日  | Rejet Sound Collection vol.2 「LOVE GEYSER」         | 水瀬いのり                                                 | 「Loop Slider Cider」                   | シチュエーションCD『√HAPPY+SUGAR=DARLIN』主題歌    |
| 2016年11月23日 | Rejet Sound Collection vol.3 「MY LINK」             | 水瀬いのり                                                 | 「Milky Star」                          | シチュエーションCD『√HAPPY+SUGAR=IDOL』主題歌      |
| 2017年8月9日   | 未来Symphony                                         | 水瀬いのり、渕上舞、大西沙織、豊田萌絵、田澤茉純           | 「未来Symphony」                        | ゲーム『ららマジ』オープニングテーマ               |
| 2020年2月4日   | Z/X Code reunion Blu-ray BOX1 特典CD                 | 水瀬いのり、長縄まりあ                                     | 「ガール・ミーツ・ガール」              | テレビアニメ『Z/X Code reunion』エンディングテーマ |
| 2020年4月2日   | Z/X Code reunion Blu-ray BOX2 特典CD                 | 小倉唯、内田彩、水瀬いのり、長縄まりあ、鈴木愛奈、富田美憂 | 「ガール・ミーツ・ガール」              | テレビアニメ『Z/X Code reunion』エンディングテーマ |

## ライブ・イベント

### 合同ライブ
| 出演日              | タイトル                                                                  | 会場                                                     |
| ------------------- | ------------------------------------------------------------------------- | -------------------------------------------------------- |
| 2014年1月18日       | KAWAII POP FES by@JAM in台湾                                              | 河岸留言（台湾・台北市）                                 |
| 2016年2月14日       | ナゴヤアニソンフェス2016 in ナガシマスパーランド                          | ナガシマスパーランド（三重県）                           |
| 2016年3月26日       | AJ Night 2016                                                             | ディファ有明（東京都）                                   |
| 2016年3月30日、31日 | ANISON HISTORY Japan!!                                                    | NHKホール（東京都）                                      |
| 2016年5月22日       | @JAM 2016 DAY2 Supported by リスアニ!TV                                   | Zeppダイバーシティ東京（東京都）                         |
| 2017年1月14日       | ANIMAX MUSIX 2017 OSAKA                                                   | 大阪城ホール（大阪府）                                   |
| 2017年1月28日       | リスアニ!LIVE 2017 "SATURDAY STAGE"                                       | 日本武道館（東京都）                                     |
| 2017年2月5日        | ニッポン放送ミュ〜コミ+プレゼンツ アニメ紅白歌合戦 Vol.6 代々木ファイナル | 国立代々木競技場第一体育館（東京都）                     |
| 2017年3月5日        | KING SUPER LIVE 2017 TRINITY                                              | 日本武道館（東京都）                                     |
| 2017年5月14日       | COMCHA FES 2017 in 野音                                                   | 日比谷野外大音楽堂（東京都）                             |
| 2017年8月26日・27日 | Animelo Summer Live 2017 -THE CARD-                                       | さいたまスーパーアリーナ（埼玉県）                       |
| 2017年10月7日       | キラキラ☆プリキュアアラモードLIVE2017 スウィート☆デコレーション           | かつしかシンフォニーヒルズモーツァルトホール（東京都）   |
| 2018年1月26日       | リスアニ!LIVE 2018 "FRIDAY STAGE"                                         | 日本武道館（東京都）                                     |
| 2018年4月21日       | ANIMAX MUSIX 2018 Guangzhou                                               | 広州体育館1号館（中国・広州市）                          |
| 2018年8月25日       | Animelo Summer Live 2018 "OK!"                                            | さいたまスーパーアリーナ（埼玉県）                       |
| 2018年9月24日・30日 | KING SUPER LIVE 2018                                                      | 東京ドーム（東京都）・国立体育大学体育館（台湾・桃園市） |
| 2018年11月17日      | ANIMAX MUSIX 2018 YOKOHAMA                                                | 横浜アリーナ（神奈川県）                                 |
| 2018年11月25日      | アニソン！プレミアム！                                                    | 日本工学院専門学校 蒲田キャンパス 片柳アリーナ（東京都） |
| 2019年1月26日       | リスアニ!LIVE 2019 "SATURDAY STAGE"                                       | 日本武道館（東京都）                                     |
| 2019年8月31日       | Animelo Summer Live 2019 "-STORY-"                                        | さいたまスーパーアリーナ（埼玉県）                       |
| 2019年12月26日      | オダイバ!! 超次元音楽祭公開収録                                           | フジテレビ湾岸スタジオ（東京都）                         |
| 2021年7月10日       | Bilibili Macro Link - Star Phase 2021（BML-SP2021）                       | bilibili（オンライン配信）（海外）                       |
| 2022年6月25日・26日 | KING SUPER LIVE 2022                                                      | メットライフドーム（埼玉県）                             |
| 2024年5月11日・12日 | KING SUPER LIVE 2024                                                      | Kアリーナ横浜（神奈川県）                                |

### シリーズ一覧
1. ↑  第1期『マジLOVE1000%』（2011年）、第2期『マジLOVE2000%』（2013年）
2. ↑  第1期（2014年）、第2期『ご注文はうさぎですか??』（2015年）、第3期『ご注文はうさぎですか？ BLOOM』（2020年）
3. ↑  第1クール（2014年）、第2クール（2015年）
4. ↑  第1期（2015年）、第2期『II』（2019年）、第3期『III』（2020年）、第4期『IV 新章 迷宮篇』（2022年）、第4期『IV 深章 厄災篇』（2023年）、第5期『V 豊穣の女神篇』（2024年 - 2025年）
5. ↑  第1期（2012年）、第3期『GX』（2015年）、第5期『XV』（2019年）>
6. ↑  第1期『1st season』（2016年）、第2期『2nd season』前半クール（2020年）、第2期『2nd season』後半クール（2021年）、第3期『3rd season 襲撃編』（2024年）
7. ↑  『未来編』（2016年）、『絶望編』（2016年）
8. ↑  第1期（2016年 - 2017年）、第2期『〜伊勢・金ヶ崎篇〜』（2017年）、第3期『〜姉川・石山篇〜』（2018年）
9. ↑  第1期（2017年）、第2期『R』（2023年）
10. ↑  『アレスの天秤』（2018年）、続編『オリオンの刻印』（2018年）
11. ↑  『バニーガール先輩』（2018年）、『サンタクロース』（2025年）
12. ↑  第1シーズン（2018年）、第2シーズン（2019年）
13. ↑  0話（2018年）、テレビシリーズ（2019年）、特別編（2021年）
14. ↑  第1期（2019年）、第2期『∬』（2021年）、テレビスペシャル『∽』（2023年）、テレビスペシャル『＊』（2024年）
15. ↑  第1期（2019年）、第2期『2』（2020年）
16. ↑  第1期（2019年）、第2期（2020年）
17. ↑  第1期（2020年）、第2期『X』（2021年）
18. ↑  第1期（2020年）、第2期『ぱーんち！』（2023年）
19. ↑  第一部（2021年）、第二部（2022年）
20. ↑  第1期（2021年）、第2期（2023年）、第3期（2024年）
21. ↑  第1クール（2021年）、第2クール（2022年）
22. ↑  第1期『-#000000-』（2021年）、第2期『-#FFFFFF-』（2022年）
23. ↑  1st Season（2022年）、season2（2025年）
24. ↑  1st season（2022年 - 2023年）、2nd season（2023年）
25. ↑  1st season（2023年）、2nd season（2023年）
26. ↑  第1クール（2023年）、第2クール（2023年）
27. ↑  『星なき夜のアリア』[283]（2021年）、『冥き夕闇のスケルツォ』[284]（2022年）
28. ↑  第1期（2016年）、第2期『II』（2020年）、第3期『III』（2021年）
29. ↑  『ご注文はうさぎですか?? 〜Dear My Sister〜』（2017年）、『ご注文はうさぎですか?? 〜Sing For You〜』（2019年）
30. ↑  『Memory Snow』（2018年）、『氷結の絆』（2019年）
31. ↑  1st Season（2019年）、2nd Season（2020年）
32. ↑  『うたわれるもの斬』（2018年）、続編『うたわれるもの斬2』（2021年）
33. ↑  『Grand Order』、アーケード版『Grand Order Arcade』
34. ↑  第1弾、第2弾、第3弾「チマメ隊編」

### 初出話一覧
1. ↑  サンタクロース 第1話初出
2. ↑  バニーガール先輩 第2話初出
3. ↑  1st Season 第1話初出
4. ↑  season2 第8話初出
5. 1 2  第2話初出
6. ↑  第54話初出
7. ↑  第44話初出
8. 1 2  第1話初出
9. ↑  第8話初出
10. ↑  第10話初出
11. ↑  第5話初出

### ユニットメンバー
1. ↑  沼倉愛美、赤﨑千夏、水瀬いのり、佐倉綾音、大地葉
2. ↑  本多真梨子、水瀬いのり、荒浪和沙、内田真礼、津田美波
3. ↑  本多真梨子、水瀬いのり、荒浪和沙
4. 1 2 3 4 5 6 7 8 9 10 11 12 13 14  ココア（佐倉綾音）、チノ（水瀬いのり）、リゼ（種田梨沙）、千夜（佐藤聡美）、シャロ（内田真礼）
5. 1 2 3 4 5 6 7 8 9 10 11 12 13  チノ（水瀬いのり）、マヤ（徳井青空）、メグ（村川梨衣）
6. ↑  オトハ（飯田里穂）、キョウカ（田辺留依）、アリア（山崎エリイ）、カナデコ（豊田萌絵）、ネネ（水瀬いのり）
7. 1 2 3 4 5  七咲ニコル（水瀬いのり）、羽生田ミト（渕上舞）、御園尾マナ（前田玲奈）、寿クルト（黒瀬ゆうこ）、若王子ルイ（川﨑芽衣子）、遊佐メモル（辻あゆみ）
8. 1 2  チノ（水瀬いのり）、リゼ（種田梨沙）、シャロ（内田真礼）
9. 1 2 3  丈槍由紀（水瀬いのり）、恵飛須沢胡桃（小澤亜李）、若狭悠里（M・A・O）、直樹美紀（高橋李依）
10. ↑  宇野陽子（高橋李依）、相沢基紀（大山鎬則）、明田川慎二郎（柳田淳一）、岩田晋一（手塚ヒロミチ）、清水亮（木島隆一）、鈴木章子（田澤茉純）、栃倉千穂（前川涼子）、錦織拓哉（山下誠一郎）、三上聖名子（芳野由奈）、渡辺美沙（三宅麻理恵）
11. ↑  神楽坂いずみ（堀江由衣）、花嵐エリ（庄司宇芽香）、真白アリス（水瀬いのり）、黄林エレナ（高橋李依）
12. ↑  三森すずこ、水瀬いのり、新田恵海
13. 1 2  ココア（佐倉綾音）、チノ（水瀬いのり）、リゼ（種田梨沙）、千夜（佐藤聡美）、シャロ（内田真礼）、マヤ（徳井青空）、メグ（村川梨衣）
14. 1 2  星降そそぐ（小倉唯）、月野しずく（水瀬いのり）、夕陽ころな（上坂すみれ）
15. 1 2  リコ（水瀬いのり）、グリ（島﨑信長）、ビスJr.（平川大輔）、シュタイン（田丸篤志）、リーゼ（石川界人）、ディア（高橋英則）
16. ↑  リコ（水瀬いのり）、シュタイン（田丸篤志）、ディア（高橋英則）
17. ↑  ユーシャ（赤尾ひかる）、セイラ（夏川椎菜）、ファイ（小澤亜李）、メイ（水瀬いのり）
18. 1 2 3 4 5 6 7 8 9  花澤香菜、竹達彩奈、伊藤美来、佐倉綾音、水瀬いのり
19. ↑  ライラ（小倉唯）、ユウユ（水瀬いのり）、ジェリコ（加隈亜衣）
20. ↑  天神ネロ（水瀬いのり）、比嘉アグリ（渕上舞）、蓬莱タキ（川﨑芽衣子）、志摩サビナ（前田玲奈）、鹿込オト（黒瀬ゆうこ）、帝塚セネカ（辻あゆみ）
21. ↑  カスミ（三澤紗千香）、ノア（水瀬いのり）、マール（種﨑敦美）、ルカ（茜屋日海夏）
22. ↑  チノ（水瀬いのり）、モカ（茅野愛衣）、青山ブルーマウンテン（早見沙織）
23. ↑  チノ（水瀬いのり）、千夜（佐藤聡美）、シャロ（内田真礼）
24. ↑  アルファ（瀬戸麻沙美）、ベータ（水瀬いのり）、ガンマ（三森すずこ）、デルタ（ファイルーズあい）、イプシロン（金元寿子）、ゼータ（朝井彩加）、イータ（近藤玲奈）
25. ↑  ネオ（水瀬いのり）、ハレルヤ（花江夏樹）、アミダ、インフィニティX
26. ↑  ベイビーレイズ、水瀬いのり
27. ↑  水瀬いのり、加隈亜衣